# نادي الهلال السعودي موسم 2018–19
موسم نادي الهلال السعودي لكرة القدم 2018–19 يعتبر الموسم الواحد والستين، في مسيرة نادي الهلال السعودي منذ تأسيسه 1957 وموسم الثالث والأربعين له في الدوري السعودي لكرة القدم، تحت مسمى دوري كأس الأمير محمد بن سلمان للمحترفين برئاسة رئيس مجلس إدارة نادي الهلال المكلف سامي الجابر لمدة موسم واحد بعد استقالة الأمير نواف بن سعد من منصبه نهاية الموسم الفائت  واعتماد مجلس إدارة الجديد في 17 أبريل 2018 من قبل الهيئة العامة للرياضة. وتحت اشراف المدير الفني البرتغالي جورجي جيسوس والذي أعلن حساب الرسمي لنادي الهلال يوم 05 يونيو 2018 التعاقد معه رسمياً لموسم واحد مع أفضلية التمديد لعام آخر. كان من المقرر إقامة معسكر إعداداي للفريق في 08 يونيو 2018 في مدينة سالزبورغ النمساوية على أن يستمر المعسكر حتى 30 من شهر يونيو لمدة ثلاثة وعشرين يومًا على أن يتوجه يوم 31 يوليو 2018 إلى لندن تحضيرًا لخوض مباراة السوبر السعودي التي ستجمعه بنادي الاتحاد. في 30 يونيو تواجد مساء يوم السبت مدير الجهاز الفني لفريق الهلال الأول لكرة القدم البرتغالي جورجي جيسوس في مقر النادي، واطلع على كافة منشآت النادي، قبل أن يعقد اجتماعًا بالمشرف العام لإدارة كرة القدم بالنادي الأستاذ «فهد المفرج» لمناقشة كافة الأمور المتعلّقة بالفريق، إذ قرّر تأجيل المعسكر التحضيري إلى 14 يوليو 2018، على أن يستمر حتى يوم 03 من أغسطس 2018. وعودة بعثة الفريق الأول لكرة القدم إلى الرياض قادمة من النمسا بعد أن اختتم الفريق معسكره الإعدادي الذي استمر لمدة 21 يومًا، استعدادًا لمواجهة نادي الشباب العماني في انطلق منافسة البطولة العربية، في 13 أغسطس 2018 غادر بعثة الفريق الأول لكرة القدم متوجهة إلى لندن تحضيراً لخوض مباراة السوبر على كأس الهيئة العامة للرياضة.
في اليوم السبت الموافق 18 أغسطس 2018 توج فريق الهلال بكأس الهيئة العامة للرياضة بعد فوزه في مباراة السوبر أمام الاتحاد بهدفين مقابل هدف وذلك على أرض ملعب كوينز بارك رينجرز بلندن.
وبذلك حقق فريق الهلال رقماً جديد في سجل بطولاته، بعد أن كسب الاتحاد في كأس السوبر السعودي 2018 ليتوج الأزرق بالبطولة رقم 58 في جميع مشاركاته الرسمية المعتمدة من الاتحاد السعودي لكرة القدم في المسابقات والبطولات المختلفة في تاريخ النادي العاصمي.
أعلن نادي الهلال السعودي، اليوم الأربعاء الموافق 15 أغسطس 2018 بشكل رسمي عدم المشاركة في مباراة السوبر المصري السعودي أمام الأهلي المصري.
وأصدر الهلال السعودي بيانًا رسميًا عبر حسابه على موقع التواصل الاجتماعي «تويتر» يعلن فيه اعتذاره عن المشاركة في مباراة السوبر المصري السعودي؛ نظرًا لعدم تأكيد يوم الثامن من شهر نوفمبر 2018 وتأخير تحديد موعد إقامتها مما يربك تحضيرات الفريق، وعلى اثره قرر الاتحاد السعودي لكرة القدم إلغاء مباراة السوبر بين بطل الدوري السعودي نادي الهلال وبطل الدوري المصري النادي الأهلي، وذلك بناءً على ما رفعه نادي الهلال بشأن عدم إمكانية مشاركته نظراً لعدم التزام النادي الأهلي المصري بالموعد المتفق عليه بين الاتحادين السعودي والمصري لكرة القدم. في 24 أغسطس 2018 أعلن الاتحاد السعودي رعاية معالي الأستاذ تركي بن عبد المحسن آل الشيخ لمباراتي كأس السوبر السعودي المصري في 10 نوفمبر لمقابلة نادي الزمالك. لم تتوقف المداولات بين الاتحادين بخصوص إنجاح البطولة ومشاركة النادي الأهلي وعليه أصدر اتحادا الكرة في البلدين، في 20 سبتمبر بيانًا مشتركًا أعلنا فيه عن مشاركة الأهلي في كأس السوبر المصري السعودي أمام الهلال في الرياض، بإقامة مباراة السوبر المصري السعودي على (كأس فخامة الرئيس عبد الفتاح السيسي) في السادس من أكتوبر 2018، ويأتي هذا الموعد الجديد في إطار الاحتفالات بذكرى نصر أكتوبر وتعميقًا للعلاقات المتميزة بين البلدين. لم تطل فترة اعتماد الموعد المقترح حتى أعرب الاتحاد السعودي لكرة القدم في 21 سبتمبر 2018 على أثر بيان النادي الأهلي عن أسفه حول مباراة السوبر التي تجمع بين بطلي الدوري في السعودية ومصر، عليه فإن الاتحاد السعودي يعتذر بصورة نهائية عن إقامة مباراة الهلال والأهلي وسيكتفي بما تم الإعلان عنه سابقاً في إقامة مباراتي السوبر السعودي المصري بين الاتحاد والزمالك في القاهرة والهلال والزمالك في الرياض، وعليه يحل الزمالك ضيفًا على الهلال في الرياض يوم 6 أكتوبر في مباراة كأس السوبر السعودي المصري، وهو ما تم وانتهت المباراة بخسارة الفريق الامر الذي لم يكن راضيا للجماهير الهلالية خاصة مع الضغط الكبير الذي مارسه الهلال هجومياً واهدار الفرص المتاحة وشبه المحقق لاحراز الأهداف وسط تراجع فريق الزمالك للحالة لدفاعية والاكتفاء بالهجمات المردة المباغتة تمكن منها من احراز هدفين مقابل هدف للهلال ويتوج باللقب البطولة.
أعلن تركي آل الشيخ -رئيس الهيئة العامة للرياضة- في 13 سبتمبر 2018 إعفاء سامي الجابر من رئاسة مجلس إدارة الهلال، وتكليفه مستشارًا للهيئة العامة للرياضة ومسؤولاً عن العلاقات الدولية، بعد مرور نحو 5 أشهر على تعيينه منتصف أبريل 2018، تمكن سامي الجابر من تحقيق أولى بطولاته «كأس السوبر السعودي» بعد توليه رئاسة النادي العاصمي نهاية الموسم الماضي، وأول بطولات الموسم الرياضي الحالي، كما تم تكليف الأمير محمد بن فيصل رئيساً لمجلس إدارة نادي الهلال. في 15 سبتمبر 2018 أعلن الحساب الرسمي للهيئة العامة للرياضة على موقع التواصل الاجتماعي ” تويتر ”، اعتمد رئيس مجلس إدارة الهيئة العامة للرياضة رئيس اللجنة الأولمبية العربية السعودية المستشار تركي آل الشيخ تشكيل مجلس إدارة نادي الهلال الجديد برئاسة الأمير محمد بن فيصل بن سعود آل سعود.
مع إعلان الهيئة العامة للرياضة استضافة العاصمة الرياض لمنافسات دبليو دبليو إي في بطولة «دبليو دبليو إي كراون جول» على استاد جامعة الملك سعود يوم الجمعة 2 نوفمبر 2018، قرر الاتحاد السعودي لكرة القدم نقل مباريات الهلال المتزامنة مع إقامة الحدث منذ استلم منظمو البطولة الملعب لتجهيزه لاحتضان البطولة إلى ملعب الأمير فيصل بن فهد في الرياض، حتى يحدد الموعد المبدئي ووضع التصور الزمني لاستبدال أرضية الملعب من قبل الهيئة العامة للرياضة وانتهاء أعمال الصيانة وعودة الهلال إلى الملعب، وهو ما تم أواخر شهر نوفمبر 2018 وخاض الهلال أول مباراة على أرضية ملعب الجامعة بمسابقة الدوري السعودي يوم 8 ديسمبر 2018 أمام النصر، يذكر أن آخر مباراة لعبت على استاد جامعة الملك سعود جمعت بين المنتخب السعودي والمنتخب العراقي لكرة القدم يوم الإثنين 15 أكتوبر 2018 في الدورة الرباعية الدولية الودية.
شهد الموسم الحالي مشاركة المنتخب السعودي في بطولة كأس آسيا 2019 مطلع يناير في دولة الإمارات وغياب اللاعبين الدوليين عن النادي حيث قرر الاتحاد السعودي لكرة القدم عدم توقف الدوري السعودي للنجوم أثناء إقامة البطولة القارية، ويهدف الاتحاد من هذا القرار لضمان عدم ضغط روزنامة المسابقات في الثلث الأخير من الموسم الكروي، في ظل إقامة بطولة كأس الملك ودوري أبطال آسيا، كما أن الاتحاد السعودي يرى أن زيادة عدد الأجانب يسهم في دعم قرار عدم توقف المنافسات المحلية. الاتحاد السعودي لكرة القدم يقرر 22 ديسمبر 2018 السماح للأندية التي تم استدعاء أحد لاعبيها للمنتخب الأول خلال مشاركته في كأس آسيا 2019 بإشراك 8 لاعبين أجانب، يذكر أن الفريق في هذا الفترة افتقد لخدمات ستة لاعبين دوليين للمنتخب السعودي الأول هم: ياسر الشهراني، محمد البريك، علي آل بليهي، عبدالله عطيف، سالم الدوسري، سلمان الفرج وعلي الحبسي المستبعدين من قائمة المنتخب السعودي والعماني بداعي الإصابة بالإضافة إلى مشاركة عمر خربين مع المنتخب السوري.
دون البرازيلي كارلوس إدواردو لاعب فريق الهلال اسمه هدافاً تاريخياً للاعبي الهلال الأجانب بإحرازه 61 هدفاً مع الفريق الأزرق، بعد تسجيله هدفين في مواجهة فريقه لمستضيفه الفيحاء في دوري كأس محمد بن سلمان للمحترفين ضمن الجولة السابعة عشر، واستمر برفع رصيده التهديفي إلى 66 هدف مع الفريق في جميع البطولات، سجل آخرها ضد فريق الأتفاق في الجولة التاسعة والعشرين من دوري الأمير محمد بن سلمان السعودي للمحترفين، متخطيًا مواطنه ونجم الفريق السابق تياجو نيفيز والذي أحرز 59 هدفًا خلال ثلاثة مواسم ونصف قضاها نيفيز برفقة الهلال.
أعلنت إدارة نادي الهلال في 30 يناير 2019 برئاسة الأمير محمد بن فيصل فسخ عقد البرتغالي خورخي خيسوس من تدريب الفريق الأول، بالتراضي وبينت الإدارة الهلالية في البيان المنشور عبر حساب النادي الرسمي في تويتر أن الفسخ التعاقد جاء بناء على عدم رغبة البرتغالي خيسوس الاستمرار للموسم المقبل، وعلى صعيد متصل أنهى مجلس الإدارة التعاقد مع المدرب الكرواتي «زوران ماميتش» مدربًا للفريق الأول وبدأ مهامه التدريبية اعتبار من 31 يناير 2019.
أعلنت إدارة نادي الهلال برئاسة الأمير محمد بن فيصل، أنها رفعت مذكرة احتجاج إلى اتحاد القدم بعد المباراة مباشرة، اعتراضاً على عدم أهلية مشاركة محمد القرني لاعب الوحدة، في المواجهة التي جمعت الفريقين في الجولة الـ23 من بطولة دوري الأمير محمد بن سلمان للمحترفين مساء يوم 08 مارس 2018، وانتهت بالتعادل على ملعب جامعة الملك سعود. مدعومة المواد النظامية التي أستند عليها الاحتجاج على مشاركة القرني في مباراة كلاعب هاو مع نادي الوحدة مقيد خارج فترة الانتقال الرسمية، مما يعد مخالفة لأحكام المواد الخاصة بالاحتراف وأوضاع اللاعبين، أستند على «المادة 29 من لائحة الاحتراف التي تنص بشكل صريح وواضح على حالتين الأولى أن المبدأ في تسجيل اللاعبين لا يكون إلا خلال فترتي التسجيل، والثاني أن الاستثناء فقط إذا كانت المسابقة مخصصة فقط للهواة (دوري المناطق) فيمكن التسجيل حتى خارج فترات التسجيل وبالتالي ما حدث في دوري المحترفين لا يمكن قبوله»، يذكر أنه اللائحة الانضباط تتيح تقديم مذكرة الاحتجاج التفصيلية خلال 48 ساعة بعد المباراة. في 16 مارس 2018 لجنة الانضباط والأخلاق ترفض احتجاج نادي الهلال ضد نادي الوحدة بشأن نظامية مشاركة اللاعب محمد القرني.
 أعلنت إن قرارها قابل للاستئناف أمام لجنة الاستئناف باتحاد الكرة.
أبدى الأمير محمد بن فيصل، رئيس نادي الهلال، استغرابه من عدم تلقيهم أسباب رفض احتجاجهم من لجنة الانضباط والأخلاق وكتب الأمير محمد تغريدة، جاء فيها: «منذ 3 أيام أرسلنا مرات عدة نطلب من لجنة الانضباط (أسباب) رفض احتجاجنا حتى نتمكن من الاستئناف على القرار، وحتى الآن لم تصلنا الأسباب!». بعيداً عن ذلك اعتدت الإدارة القانونية بنادي الهلال بالتعاون مع أحد المكاتب المتخصصة في الاستشارات القانونية مذكرة لرفعها إلى لجنة الاستئناف بالاتحاد السعودي لكرة القدم، في 4 أبريل 2019 أعلنت لجنة الاستئناف التابعة للاتحاد السعودي لكرة القدم عن رفضها للاحتجاج المقدم من إدارة الهلال، وأوضحت اللجنة أن القرار غير قابل للطعن. بعد قراري رفض قرار الطعن من الاستناف تطلع إدارة النادي الانصاف بالتوجه أخيراً إلى قرار من مركز التحكيم الرياضي ينقض به قرارات لجنتي «الانضباط» و» الاستئناف» اللتان رفضتا الاحتجاج الهلالي بخصوص اللاعب القرني، وهو الأمر الذي جعل النادي يتجه بعث إداراة الأمير محمد بن فيصل مذكرة استفسار إلى الفيفا والذي جاء ردها 12 أبريل 2019 موضحا ومؤيد لتوجه النادي في عدم الهلالية قيد اللاعبين خارج فترة التسجيل الرسمية، في خطوة لتصعيد الاحتجاج لمركز التحكيم الرياضي السعودي الذي يمكنه نقض قرار اللجنتين في حال اقتناعه بمبررات الهلال. حيث تسلمت إدارة نادي الهلال برئاسة عبد الله الجربوع، رداً من الاتحاد الدولي لكرة القدم “فيفا”، على الاحتجاج ضد مشاركة اللاعبون الهواة في الدوري السعودي للمحترفين، بعد تسجيلهم خارج فترات التسجيل الصيفية والشتوية. والذي جاء في نصه:
تسجيل اللاعبين خارج فترات التسجيل

نشير إلى المسألة المذكورة أعلاه ونقر باستلام مراسلاتك المؤرخة في 29 مارس 2019، والتي لاحظنا محتواها على النحو الواجب. من مراسلاتك ، نفهم أنك تسعى إلى مطابقة نظام تسجيل الاتحاد السعودي لكرة القدم (SAFF) مع الأحكام الإلزامية للوائح بشأن أوضاع اللاعبين وانتقالهم الملزمة على المستوى الوطني.في هذا الصدد. لاحظنا أنك ذكرت ، في جملة أمور."بموجب لوائح الاتحاد السعودي لكرة القدم ، يمكن تسجيل اللاعبين خارج نافذة التسجيل" وهذا هو "السبب الوحيد الذي يجعل الاتحاد السعودي لكرة القدم يقبل مثل هذا التسجيل يبدو أنه يأخذ بعين الاعتبار: بعض هؤلاء اللاعبين كلاعبين هواة و / أو لا ينطبق فترة التسجيل على هؤلاء اللاعبين". وعلاوة على ذلك ، لاحظنا على النحو الواجب بأنك أشرت إلى أن "اللاعبين الذين يقبل الاتحاد السعودي لكرة القدم تسجيلهم كـ" هواة "ليسوا هواة في معنى الحرفي حسب البند. 2 (2) من اللوائح. ولديهم عقد مكتوب وكسب راتب مع ناديهم ".

نحن نتفهم أن استفسارك يتعلق بالمخاوف القانونية من حيث النزاهة الرياضية فيما يتعلق بالتعريف أو لاعبي الهواة الذين يُزعم أنهم تقدموا بطلب من الاتحاد السعودي لكرة القدم وبحسب ما ورد ، قام الاتحاد السعودي لكرة القدم بالتسجيل لاعبي هواة خارج فترات التسجيل التي أقامها في المسابقات التي لا يشارك فيها الهواة فقط ولكن أيضًا المحترفون. يخضع تسجيل اللاعبين وكذلك انتقالهم الوطني ، أي نقل اللاعبين بين ناديين تابعين لنفس الاتحاد ، ضمن اختصاص الاتحاد المعني ذو الصلة ، في حين يجب إيلاء الاهتمام الواجب للأحكام ذات الصلة من اللوائح الملزمة على المستوى الوطني ويجب إدراجه دون تعديل في لوائح الاتحاد (راجع الفقرة 1 والفقرة 2 من الفقرة 3 أ) في اللوائح) ، لا سيما الأحكام المتعلقة بفترات التسجيل (المادة 6 من اللوائح) وحالة اللاعبين (المادة 2 من اللوائح) في الواقع ، إن اختصاص الاتحاد المعني الوحيد هو التأكد من أن لوائحها الوطنية الخاصة بما في ذلك الأحكام الإلزامية للوائح. محترم تطبق بشكل موحد وأن محاولات التحايل عليها يتم قمعها وفقًا لذلك. وفقا فقرة 1 من المادة 6 من اللوائح المعنية بوضع وانتقالات اللاعبين، لا يجوز تسجيل اللاعبين إلا خلال إحدى الفترتين السنويتين اللتين تحددهما الاتحاد المعني ذوالصلة. على وجه الخصوص ، يجب تقديم طلب التسجيل من النادي إلى الاتحاد المعني ذوالصلة خلال فترة التسجيل (راجع فقرة 3 من المادة 6 من اللائحة). ومع ذلك ، وكاستثناء لهذه القاعدة ، تنص المادة نفسها على أن اللاعب المحترف الذي انتهت مدة عقده أو أنهى بالاتفاق المتبادل بين اللاعب وناديه السابق قبل نهاية فترة التسجيل التي وضعها الاتحاد التي تنوي تسجيل اللاعب ، يجوز تسجيل اللاعب خارج فترة التسجيل هذه ، بشرط أن يكون الاعتبار الواجب هو مراعاة النزاهة الرياضية للمسابقة ذي الصلة. بالقرينة المعاكسة للبند. 2 من نص المادة 2 من اللوائح يعتبر اللاعبين هواة الذين ليس لديهم عقد مكتوب مع النادي ولا يتقاضى أكثر من النفقات التي تحدث على نحو فعال للنشاط الكروي. على الرغم مما ذكر أعلاه ، نود أن نشير إلى أنه تمشيا مع المادة 6 بند. 4 من اللوائح ، يجوز للاتحاد تحديد فترات تسجيل مختلفة لمسابقات المحترفين والهواة بحتة. يمكن أنشئ فترات تسجيل منفصلة للمسابقات التي يشارك فيها لاعبو الهواة فقط ، ولكن بطبيعة الحال لا تنطبق أبدًا على تسجيل اللاعبين المشاركين في المنافسات التي يشارك فيها كل من الهواة والمحترفين. بمعنى آخر ، بالنسبة لمثل هذه المسابقات شبه الاحترافية ، فإن وضع اللاعب في النادي الجديد ، أي ما إذا كان سيتم تسجيله على أنه هواة أو محترف ، لا علاقة له من حيث فترات التسجيل المعمول بها للهواة ، والتي يجب أن تكون دائمًا تلك التي تم تحديدها للمنافسين المحترفين.
في 4 مايو 2019 رفض رئيس مركز التحكيم الرياضي، الدكتور خالد بانصر في رده لنادي الهلال، قبول طلب التحكيم في مشاركة لاعب الوحدة محمد القرني في المباراة التي جمعت الفريقين، استند في ذلك على الفقرة 15 من المادة 11 للنظام الأساسي للمركز، التي تتضمن الاختصاص بكل ما لم يرد بشأنه نص خاص في النظام.
عَقِب مباراة الهلال مع نادي التعاون والتي أخرجته من كأس الملك بهزيمة ساحقة في 26 أبريل 2019 وحرمته من التأهل للنهائي، غضب الجمهور وطالبوا بإقالة المدرب لتعلن جريدة الجزيرة أن الإدارة اتخذت قرار إقالة المدرب الكرواتي زوران ماميتش ولن يقود تدريبات الفريق في اليوم التالي، وأن البيان الرسمي سيصدر حال ما تم الاتفاق مع مدربٍ بديل. أعلن نادي الهلال عبر حسابه الاجتماعي تويتر أن الإدارة قررت يوم السبت الموافق 27 أبريل 2019 إقالة المدرب زوران، كما توصَّل النادي إلى اتفاق مع نادي الفيصلي لاستعارة جهازه الفني بقيادة البرازيلي بريكليس تشاموسكا ليتولى قيادة النادي حتى نهاية الموسم الجاري. كما ذكر النادي أن الأمير الوليد بن طلال -عضو شرف نادي الهلال- هو من تكفّل بقيمة الاتفاقية.
منحت إدارة كرة القدم بنادي الهلال لاعبي الفريق الأول إجازة لمدة 38 يوماً، مع من نهاية آخر مواجهات الفريق هذا الموسم أمام الدحيل القطري ضمن ختام مباريات دور المجموعات لبطولة دوري أبطال آسيا. وتقرر أن يعاود لاعبو الفريق تدريباتهم يوم الجمعة 28 يونيو المقبل الموافق 15 شوال قبل المغادرة للمعسكر الإعدادي، وحرصت إدارة الهلال على عودة اللاعبين مبكرًا للتحضير للموسم المقبل نظراً لبرمجة الاتحاد الآسيوي لكرة القدم الذي حدد مواعيد انطلاق مباريات دور الـ16 من بطولة دوري ابطال آسيا يوم 5 أغسطس المقبل، فيما سينطلق الموسم الرياضي السعودي يوم 16 أغسطس المقبل.
أعلن مجلس إدارة نادي الهلال برئاسة عبد الله الجربوع، اليوم الجمعة، الموافق 24 مايو 2019 رسمياً موافقته على الاستقالة التي تقدم بها فهد المفرج من منصب المشرف العام على كرة القدم وثمن مجلس الإدارة في بيان رسمي الجهود الكبيرة التي بذلها المفرج طوال فترة عمله بالنادي حيثُ حقق مع الفريق الكروي الأول العديد من البطولات وتقدم النادي شكره وتقديره لـ”المفرج” على عمله الاحترافي.
يمكن ذكر أن حصيلة الموسم الرياضي الحالي موسم الرؤساء الثلاثة كان حظ فريق الهلال الأول لكرة القدم منه الوصافة فقط إذا ما تم استثناء كأس السوبر السعودي الذي ناله في بداية الموسم. لم يوفق في إنقاذ موسمه بعد أن بدا مستواه بالهبوط في منتصفه؛ حيث كان الفريق يفوز بصعوبة، وبعد أن أضاع جميع المسابقات التي شارك فيها، ما أصاب جماهير الهلال التي علّقت آمالها خلال فترة الحصاد بخيبة، بعد خروجه من جميع المنافسات الأخرى باستثناء دوري أبطال آسيا، وبطولة السوبر السعودي في افتتاحية الموسم. ولعل أهم ما ميز هذا الموسم هو «كثرة الإصابات، تذبذب المستوى وعدم الاستقرار الإداري والفني» وبالرغم من انطلاقة الهلال القوية والرائعة في بداية الموسم، والتي جعلته المرشح الأقرب للسيطرة على البطولات هذا الموسم، رغم المستوى العالي الذي قدمه وسيطرته على مجريات المباراة أضاع نهائي السوبر السعودي المصري، استمرار للمستوى المتصاعد وسَّع الهلال «المتصدر» الفارق النقطي بينه وبين أقرب مطارده النصر إلى ست نقاط إثر فوزه على أُحد في اللقاء المؤجل من الجولة الحادية عشر لدوري كأس الأمير محمد بن سلمان للمحترفين، ولكن خسارته الدوري في نهاية المسابقة أيضًا خسارته نهائي البطولة العربية بعد وصولة إلى النهائي بشكل مريح، وذلك يعزوه الجمهور الهلالي إلى سقوطه ضحية للتخبط الإداري والفني وجنى ثماره بالخروج خالي الوفاض. عانى الهلال وللموسم الثاني على التوالي، من كثرة الإصابات المزمنة في صفوف الفريق الأول، فبخلاف الإماراتي عمر عبد الرحمن «عموري»، صانع ألعاب الفريق الأول، والذي تعرض لقطع في الرباط الصليبي، غاب العديد من النجوم الآخرين؛ مثل نواف العابد وعبد الله عطيف وعبد الملك الخيبيري وسلمان الفرج.

## مجالس إدارة النادي والموظفين

### مجلس الإدارة الأول
| مجلس إدارة النادي (الأولى) بالتكليف | مجلس إدارة النادي (الأولى) بالتكليف |
| --- | --- |
| \| رئيس مجلس الإدارة \| سامي بن عبدالله الجابر \| \| ----------------------------- \| ------------------------------------------------------------------------------------------------------------------------------------------- \| \| نائب الرئيس \| أحمد بن عبد الرحمن الخميس \| \| أعضاء مجلس الإدارة \| عبد الله بن عبد العزيز الجربوع سلطان بن حسن بن سعيد فهد بن أحمد الراشد فهد بن ناصر الحريش خالد بن عبد الرحمن القحيز عبد الإله بن سعد المقرن \| \| الأمين عام \| أحمد بن عبد الرحمن الخميس (مكلف) \| \| مدير الكرة الإداري العام \| فهد بن عبدالله المفرج \| \| المدير الفني \| جورجي جيسوس \| \| مساعد المدرب الوطني \| تركي بن سليمان الشايع[58][59] \| \| عضو الجهاز الطبي الوطني \| وليد بن عبد الرحمن الشدوخي \| \| مسؤول الاحتراف \| تركي المسند[60] \| \| مدير العلاقات العامة \| ياسر بن عبد الله الطلاسي[61] \| \| مدير إدارة الاستثمار والتسويق \| سلطان آل الشيخ.[62] \| \| مدير المركز الاعلامي \| فيصل المطرفي \| | |
| رئيس مجلس الإدارة | سامي بن عبدالله الجابر |
| نائب الرئيس | أحمد بن عبد الرحمن الخميس |
| أعضاء مجلس الإدارة | عبد الله بن عبد العزيز الجربوع سلطان بن حسن بن سعيد فهد بن أحمد الراشد فهد بن ناصر الحريش خالد بن عبد الرحمن القحيز عبد الإله بن سعد المقرن |
| الأمين عام | أحمد بن عبد الرحمن الخميس (مكلف) |
| مدير الكرة الإداري العام | فهد بن عبدالله المفرج |
| المدير الفني | جورجي جيسوس |
| مساعد المدرب الوطني | تركي بن سليمان الشايع |
| عضو الجهاز الطبي الوطني | وليد بن عبد الرحمن الشدوخي |
| مسؤول الاحتراف | تركي المسند |
| مدير العلاقات العامة | ياسر بن عبد الله الطلاسي |
| مدير إدارة الاستثمار والتسويق | سلطان آل الشيخ. |
| مدير المركز الاعلامي | فيصل المطرفي |

### مجلس الإدارة الثانية
- أعلن رئيس الهيئة العامة للرياضة تركي آل الشيخ في 13 سبتمبر 2018 إعفاء سامي الجابر من رئاسة مجلس إدارة الهلال، وتكليفه مستشارًا للهيئة العامة للرياضة ومسؤولاً عن العلاقات الدولية، تكمن خلال فترة رئاسته القصيرة لنادي الهلال من تحقيق بطوله «كأس السوبر السعودي» بعد توليه رئاسة النادي العاصمي نهاية الموسم الماضي، وأول بطولات الموسم الرياضي الحالي، كما تم تكليف الأمير محمد بن فيصل رئيساً لمجلس إدارة نادي الهلال.[63] لمدة عام واحد على أن يشكل مجلس إدارته خلال أسبوع من تاريخه.[64] في 15 سبتمبر 2018 أعلن الحساب الرسمي للهيئة العامة للرياضة بموقع التواصل الاجتماعي ” تويتر ”، اعتمد رئيس مجلس إدارة الهيئة العامة للرياضة رئيس اللجنة الأولمبية العربية السعودية المستشار تركي آل الشيخ تشكيل مجلس إدارة نادي الهلال الجديد برئاسة الأمير محمد بن فيصل بن سعود آل سعود، وعضوية مجلس إدارة مكوناً من 7 أعضاء،[62][65] في 19 سبتمبر 2018 أعلن حساب النادي إعادة تشكيل المناصب الإدارية وإعلان استحداث منصباً جديداً بمسمى «رئيس تنفيذي».[66][67] في 22 سبتمبر 2018 أعلن مجلس إدارة النادي قرار تعيين هشام الكثيري مدير للمركز الإعلامي ويشكر فيصل المطرفي على جهوده أثناء فترة توليه للمنصب.[68] أعلن مجلس إدارة نادي الهلال في 1 أكتوبر 2018 استحداث مركزًا رقميًا ويعيّن الأستاذ هاني الغفيلي مشرفًا عليه.[69] أعلنت إدارة نادي الهلال يوم 30 يناير تعاقدها مع المدرب الكرواتي «زوران ماميتش» عقدًا يتولى بموجبه تدريب فريق الهلال الأول لكرة القدم لعام ونصف.[70]
- في 27 أبريل 2019 أعلنت إدارة نادي الهلال عن إقالة المدرب الكرواتي زوران ماميتش، واستعارة الجهاز الفني بقيادة البرازيلي بريكليس شاموسكا من نادي الفيصلي باتفاقية تكفل بها الأمير الوليد بن طلال ليتولى البرازيلي قيادة الفريق حتّى نهاية الموسم الجاري.[48]

| مجلس إدارة النادي (الثانية) بالتكليف | مجلس إدارة النادي (الثانية) بالتكليف |
| --- | --- |
| \| رئيس مجلس الإدارة \| محمد بن فيصل بن سعود آل سعود[71][72] \| \| ------------------------ \| -------------------------------------------------------------------------------------------------------------------------------------------------------------------------------------------------------------------------------------------------------------------------------------------------------------------------------------------------------------------------------------- \| \| نائب الرئيس \| فهد بن أحمد الراشد (استقال من عضوية مجلس الادارة)[73] \| \| أعضاء مجلس الإدارة \| " الرئيس التنفيذي " طارق بن صالح التويجري " أمين الصندوق والمشرف على الشؤون المالية والحوكمة " سليمان بن ناصر الهتلان " المشرف على الشؤون القانونية " إبراهيم بن مناحي الحبردي " المشرف على الشؤون الأستثمارية " سلطان بن حسن بن سعيد " المشرف على الألعاب المختلفة " عبد الإله بن سعد المقرن " عضو مجلس إدارة " عبد الرحمن بن محمد النمر " عضو مجلس إدارة " هتان بن عبد الله المصيبيح \| \| الأمين عام \| عبد الله بن عبد العزيز الجربوع \| \| مدير الكرة الإداري العام \| فهد بن عبدالله المفرج \| \| المدير الفني \| جورجي جيسوس (حتى 30 يناير 2019) زوران ماميتش (حتى 27 أبريل 2019) بريكليس تشاموسكا (مؤقت حتى نهاية الموسم) \| \| مساعد المدرب الوطني \| تركي بن سليمان الشايع[74][75] \| \| عضو الجهاز الطبي الوطني \| وليد بن عبد الرحمن الشدوخي \| \| مسؤول الاحتراف \| تركي المسند[76] \| \| مدير العلاقات العامة \| ياسر بن عبد الله الطلاسي[65] \| \| مدير المركز الاعلامي \| هشام بن محمد الكثيري \| \| مشرف المركز الرقمي \| هاني بن إبراهيم الغفيلي \| | |
| رئيس مجلس الإدارة | محمد بن فيصل بن سعود آل سعود |
| نائب الرئيس | فهد بن أحمد الراشد (استقال من عضوية مجلس الادارة) |
| أعضاء مجلس الإدارة | " الرئيس التنفيذي " طارق بن صالح التويجري " أمين الصندوق والمشرف على الشؤون المالية والحوكمة " سليمان بن ناصر الهتلان " المشرف على الشؤون القانونية " إبراهيم بن مناحي الحبردي " المشرف على الشؤون الأستثمارية " سلطان بن حسن بن سعيد " المشرف على الألعاب المختلفة " عبد الإله بن سعد المقرن " عضو مجلس إدارة " عبد الرحمن بن محمد النمر " عضو مجلس إدارة " هتان بن عبد الله المصيبيح |
| الأمين عام | عبد الله بن عبد العزيز الجربوع |
| مدير الكرة الإداري العام | فهد بن عبدالله المفرج |
| المدير الفني | جورجي جيسوس (حتى 30 يناير 2019) زوران ماميتش (حتى 27 أبريل 2019) بريكليس تشاموسكا (مؤقت حتى نهاية الموسم) |
| مساعد المدرب الوطني | تركي بن سليمان الشايع |
| عضو الجهاز الطبي الوطني | وليد بن عبد الرحمن الشدوخي |
| مسؤول الاحتراف | تركي المسند |
| مدير العلاقات العامة | ياسر بن عبد الله الطلاسي |
| مدير المركز الاعلامي | هشام بن محمد الكثيري |
| مشرف المركز الرقمي | هاني بن إبراهيم الغفيلي |

### مجلس الإدارة الثالث
وافق الأمير عبد العزيز بن تركي رئيس الهيئة العامة للرياضة، في 01 مايو 2019 على على قبول استقالة محمد بن فيصل رئيس نادي الهلال من رئاسة، بعد مطالبات جماهيرية عديدة بسبب تراجع نتائج الفريق وفقدانه الألقاب واحد تلو الأخر. وفي السياق ذاته، أصدر بن تركي قرارًا بتكليف المهندس عبد الله الجربوع برئاسة نادي الهلال وإعادة تشكيل مجلس الإدارة حتى نهاية الموسم الحالي.
| إدارة نادي الهلال (الثالثة) بالتكليف | إدارة نادي الهلال (الثالثة) بالتكليف                                                          |
| --- | --------------------------------------------------------------------------------------------- |
| \| رئيس مجلس الإدارة \| عبدالله بن عبدالعزيز الجربوع \| \| ----------------------------- \| --------------------------------------------------------------------------------------------- \| \| نائب الرئيس \| عبد الرحمن بن محمد النمر \| \| أعضاء مجلس الإدارة \| طارق بن صالح التويجري سلطان بن حسن بن سعيد إبراهيم بن مناحي الحبردي هتان بن عبد الله المصيبيح \| \| الأمين عام \| عبد الإله بن سعد المقرن \| \| أمين الصندوق \| سليمان بن ناصر الهتلان \| \| مدير الكرة الإداري العام \| فهد بن عبدالله المفرج \| \| المدير الفني \| بريكليس تشاموسكا \| \| مساعد المدرب الوطني \| تركي بن سليمان الشايع[74][75] \| \| عضو الجهاز الطبي الوطني \| وليد بن عبد الرحمن الشدوخي \| \| مسؤول الاحتراف \| تركي المسند[76] \| \| مدير العلاقات العامة \| ياسر بن عبد الله الطلاسي[65] \| \| مدير إدارة الاستثمار والتسويق \| سلطان آل الشيخ.[78] \| \| مدير المركز الاعلامي \| هشام بن محمد الكثيري \| |                                                                                               |
| رئيس مجلس الإدارة | عبدالله بن عبدالعزيز الجربوع                                                                  |
| نائب الرئيس | عبد الرحمن بن محمد النمر                                                                      |
| أعضاء مجلس الإدارة | طارق بن صالح التويجري سلطان بن حسن بن سعيد إبراهيم بن مناحي الحبردي هتان بن عبد الله المصيبيح |
| الأمين عام | عبد الإله بن سعد المقرن                                                                       |
| أمين الصندوق | سليمان بن ناصر الهتلان                                                                        |
| مدير الكرة الإداري العام | فهد بن عبدالله المفرج                                                                         |
| المدير الفني | بريكليس تشاموسكا                                                                              |
| مساعد المدرب الوطني | تركي بن سليمان الشايع                                                                         |
| عضو الجهاز الطبي الوطني | وليد بن عبد الرحمن الشدوخي                                                                    |
| مسؤول الاحتراف | تركي المسند                                                                                   |
| مدير العلاقات العامة | ياسر بن عبد الله الطلاسي                                                                      |
| مدير إدارة الاستثمار والتسويق | سلطان آل الشيخ.                                                                               |
| مدير المركز الاعلامي | هشام بن محمد الكثيري                                                                          |

## أطقم الفريق
دشن نادي الهلال «طقم الفريق الأول» الأساسي لفريق كرة القدم للموسم الرياضي 2018-2019، من تصميم شركة نايكي العالمية في 26 يوليو 2018، بلون الموج الأزرق، أوضح عبر حساب النادي وعبر الموقع الرسمي أن الطقم الجديد سيكون الزي الرسمي الجديد لفريق كرة القدم والذي يتميز بتقنية دراي فيت للتخلص من العرق وخاصية امتصاص السوائل، في 15 سبتمبر 2018 كشف نادي الهلال، اليوم السبت، عن الطقم الاحتياطي له والذي جاء باللونين ” الأبيض والبنفسجي ” عبر الحساب الرسمي له على موقع التواصل الاجتماعي ” تويتر ” وحمل قميص النادي الثاني شعار مؤسسة الوليد الإنسانية التابعة لشركة المملكة القابضة الراعي الرسمي لنادي الهلال. إعلان حساب نادي الهلال في 01 يناير 2019 عن الطقم الثالث للموسم الحالي جاء باللون ” الأسود ”.

### طقم الفريق
- 1 - قميص الأزرق، المموج والسراويل والجوارب بالأزرق الداكن .
- 2 - قميص الأبيض والبنفسجي، والسراويل والجوارب البيضاء.
- 3- قميص الأسود مقلم، والسراويل والجوارب السوداء.

| الطقم الاساسي | الطقم الثاني | الطقم الثالث |  |

### طقم حارس المرمى
- قميص رمادي، شورت وجوارب رمادية
- قميص الأسود، والسراويل والجوارب السوداء.

|  |  |  |

### الاستثمار والتسويق
| الملعب                 | تصميم القميص        | الشركة المسوقة    | الشركة الراعية         | شركات رعاية ومعلنة على القميص                                                      | رعايات آخرين                                                                   |
| ---------------------- | ------------------- | ----------------- | ---------------------- | ---------------------------------------------------------------------------------- | ------------------------------------------------------------------------------ |
| استاد جامعة الملك سعود | شركة نايكي العالمية | شركة صلة الرياضية | شركة المملكة القابضة 1 | شركة عبد الصمد القرشي،2 شركة الشمس والرمال للرياضة، 2 جوي من إس تي سي، 3 موبيل 1.3 | شركة “بوبا”، في قطاع التأمين والخدمات الصحية، شركة “دومينوز بيتزا”، مياه تانيا |

- 1 على صدر القميص. 2 على الجزء الخلفي من القميص. 3 على الأكمام اليمنى من القميص.
- الرعاية الأخرى تشمل رعايات إستراتيجية تقنية طبية وحتى منحها كامل مستلزماتها مجانًا أو تقديم خدمات مقابل إعلان النادي بشكل رسمي استقبال هذه الخدمة.

## إنتقالات الموسم

### فترة الإنتقالات الصيفية
- عقد مجلس إدارة الاتحاد السعودي في الاجتماع الدوري المنعقد يوم 24 أبريل 2018 واعتمد عدد من النقاط منها اعتماد فترة تسجيل اللاعبين المحترفين اعتبارًا من 01 يونيو 2018، والتي تستمر حتى يوم 23 أغسطس 2018.[86][87]

#### انتقال إلى الهلال
| تاريخ الإنتقال | المركز | الرقم. | اللاعب             | انتقال من نادي           | تكلفة       | ملاحظات                          | المصدر |
| -------------- | ------ | ------ | ------------------ | ------------------------ | ----------- | -------------------------------- | ------ |
| 19 مايو 2018   | LM     |        | عبد العزيز الدوسري | نادي القادسية            |             | عودة من صفقة إعارة .             |        |
| 20 مايو 2018   | DF     | 33     | أحمد شراحيلي       | نادي الفتح السعودي       |             | عودة من صفقة اعارة لمواسم واحد . |        |
| 20 مايو 2018   | RM     | 29     | سالم الدوسري       | نادي فياريال الإسباني    |             | عودة من صفقة إعارة .             |        |
| 25 يونيو 2018  | CB     | 4      | ألبرتو بوتيا       | نادي أولمبياكوس اليوناني | انتقال حر   | صفقة انتقال.                     | [ 90 ] |
| 20 يوليو 2018  | RW     | 19     | أندريه كاريو       | نادي بنفيكا              | 4,000,000 € | صفقة إعارة لمدة موسم.            | [ 92 ] |
| 08 أغسطس 2018  | CM     | 21     | عمر عبد الرحمن     | نادي العين               |             | عقد لمدة عام واحد.               |        |
| 23 أغسطس 2018  | FM     | 18     | بافيتيمبي غوميز    | نادي غلطة سراي           | €12,500,000 | صفقة انتقال مدة موسمين.          | [ 96 ] |

#### انتقال من الهلال
| تاريخ الأنتقال | المركز | الرقم. | اللاعب           | انتقال إلى نادي             | تكلفة      | ملاحظات                   | المصدر |
| -------------- | ------ | ------ | ---------------- | --------------------------- | ---------- | ------------------------- | ------ |
| 12 أبريل 2018  | DF     | 3      | أسامة هوساوي     |                             |            | نهاية عقد.                |        |
| 13 أبريل 2018  | FM     | 20     | ياسر القحطاني    |                             |            | اعتزال.                   |        |
| 07 مايو 2018   | DM     | 16     | نيكولاس ميليسي   | نادي الظفرة الإماراتي       |            | مخالصة مالية              |        |
| 19 مايو 2018   | LB     | 4      | عبد الله الزوري  | نادي الوحدة السعودي         |            | مخالصة مالية              |        |
| 28 مايو 2018   | RB     | 25     | فيصل درويش       | نادي الوحدة السعودي         | انتقال حر  | صفقة انتقال لمدة موسمين.  |        |
| 12 يونيو 2018  | FM     | 15     | مجاهد المنيع     | نادي أولمبياكوس اليوناني    |            | إعارة لمواسم واحد .       |        |
| 30 يونيو 2018  | FM     | 31     | ليو بوناتيني     | نادي وولفرهامبتون واندررز   | €4,100,000 | صفقة انتقال لمدة 4 مواسم. |        |
| 09 يوليو 2018  | FM     | 19     | عبدالرحمن اليامي | نادي الفيحاء السعودي        |            | صفقة إعارة لمدة موسم.     |        |
| 25 يوليو 2018  | RW     | 22     | إيزيكيل سيروتي   | نادي إنديبندينتي الأرجنتيني |            | صفقة إعارة لمدة موسم.     |        |
| 23 أغسطس 2018  | LM     | 21     | ماجد النجراني    | نادي الفيحاء السعودي        |            | إعارة لنهاية الموسم.      |        |
| 23 أغسطس 2018  | RB     |        | عمر العودة       | نادي الفيحاء السعودي        |            | إعارة لنهاية الموسم.      |        |
| 23 أغسطس 2018  | DF     |        | متعب المفرج      | نادي التعاون السعودي        |            | إعارة لنهاية الموسم.      |        |

### اللاعبين الأجانب في الفترة الصيفية
- قرر مجلس إدارة الاتحاد السعودي لكرة القدم اعتماد مشاركة سبعة لاعبين أجانب في القائمة الأساسية لأندية الدوري السعودي للمحترفين خلال المنافسات التي تشارك فيها وذلك بدلاً عن القرار السابق والذي يقضي بإشراك ستة لاعبين في القائمة الأساسية، ولاعب واحد في قائمة البدلاء، وذلك بدءًا من الموسم الرياضي الحالي،[106] ضمن قائمة الفريق الأساسية في أي خانة بما في ذلك خانة حراسة المرمى بعد السماح به من الموسم الماضي، قرر مجلس إدارة الاتحاد السعودي لكرة القدم في 08 يونيو 2018 زيادة عدد اللاعبين الأجانب إلى ثمانية لاعبين بإشراك سبعة لاعبين في القائمة الأساسية، ولاعب واحد في قائمة البدلاء، في قائمة أندية الدوري الممتاز.[107]

| المحترف الأول | المحترف الثاني | المحترف الثالث | المحترف الرابع | المحترف الخامس | المحترف السادس | المحترف السابع | المحترف الثامن | لاعب مواليد |
| ------------- | -------------- | -------------- | -------------- | -------------- | -------------- | -------------- | -------------- | ----------- |
| إدواردو       | عمر خربين      | علي الحبسي     | غيلمين ريفاس   | ألبرتو بوتيا   | أندريه كاريو   | عموري          | غوميز          | أحمد الفقي  |

### فترة الإنتقالات الشتوية
- تنطلق فترة الشتوية لتسجيل اللاعبين المحترفين اعتبارًا من 07 يناير 2019، والتي تستمر حتى يوم 04 فبراير 2019.

#### انتقال إلى الهلال
| تاريخ الإنتقال | المركز | الرقم. | اللاعب             | انتقال من نادي           | تكلفة      | ملاحظات                   | المصدر  |
| -------------- | ------ | ------ | ------------------ | ------------------------ | ---------- | ------------------------- | ------- |
| 14 ديسمبر 2018 | FM     | 25     | جوناثان سوريانو    | نادي بكين سينوبو غوان    | انتقال حر  | لمدة موسم ونصف.           | [ 90 ]  |
| 12 يناير 2019  | DF     | 45     | ميلوس ديجينيك      | نادي النجم الأحمر بلغراد | €3,500,000 | لمدة ثلاثة موسم ونصف.     | [ 108 ] |
| 24 يناير 2019  | FM     | 31     | عبدالرحمن اليامي   | نادي الفيحاء السعودي     |            | قطع الإعارة .             |         |
| 29 يناير 2019  | FM     | 9      | سيباستيان جيوفينكو | نادي تورونتو             | €2,600,000 | صفقة انتقال لمدة 3 مواسم. |         |
| 01 فبراير 2019 | RM     | 27     | هتان باهبري        | نادي الشباب السعودي      | €3,490,000 | صفقة انتقال لمدة 3 مواسم. | [ 110 ] |

#### انتقال من الهلال
| تاريخ الأنتقال | المركز | الرقم. | اللاعب           | انتقال إلى نادي      | تكلفة                | ملاحظات                        | المصدر  |
| -------------- | ------ | ------ | ---------------- | -------------------- | -------------------- | ------------------------------ | ------- |
| 17 يناير 2019  | FM     | 44     | مختار فلاته      |                      | 5000000000000000000♠ | مخالصة مالية.                  |         |
| 19 يناير 2019  | FM     | 59     | فهد عايض الرشيدي | نادي أحد             | 5000000000000000000♠ | إعارة حتى نهاية الموسم.        |         |
| 21 يناير 2019  | FM     | 77     | عمر خربين        | نادي بيراميدز        | 5000000000000000000♠ | إعارة مدة ستة أشهر.            |         |
| 23 يناير 2019  | DM     | 14     | مهند فلاته       | نادي الفيحاء السعودي | 5000000000000000000♠ | إعارة حتى نهاية الموسم.        |         |
| 01 فبراير 2019 | RB     | 22     | محمد البقعاوي    | نادي الشباب السعودي  | لم يكشف عنها         | صفقة انتقال لمدة 4 موسم ونصف.  |         |
| 01 فبراير 2019 | DF     | 17     | عبد الله الحافظ  | نادي الاتفاق السعودي |                      | فترة الإعارة حتى نهاية الموسم. |         |
| 04 فبراير 2019 | FM     | 11     | غيلمين ريفاس     | نادي الريان القطري   | انتقال حر            | مخالصة مالية.                  | [ 117 ] |

### قائمة الاستثمار
| تاريخ الإنتقال | المركز | الرقم. | اللاعب       | انتقال إلى نادي   | تكلفة | ملاحظات              | المصدر |
| -------------- | ------ | ------ | ------------ | ----------------- | ----- | -------------------- | ------ |
| 25 أغسطس 2018  | RM     | 27     | أشرف بن شرقي | نادي لانس الفرنسي |       | إعارة لنهاية الموسم. |        |

### اللاعبين الأجانب في الفترة الشتوية
- إقرار الاتحاد السعودي لكرة القدم أحقية الأندية المصنفة في دوري المحترفين السعودي مشاركة سبعة لاعبين أجانب، قبل أن يطرى عليه تعديل جديد ليشمل ثامنة لاعبين أجانب، ضمن قائمة الفريق الأساسية في أي خانة بما في ذلك خانة حراسة المرمى بعد السماح به، بواقع استمرار منافسات خلال بطولة كأس آسيا وغياب اللاعبين الدوليين عن الفريق

| المحترف الأول | المحترف الثاني | المحترف الثالث | المحترف الرابع | المحترف الخامس | المحترف السادس | المحترف السابع | المحترف الثامن | لاعب مواليد |
| ------------- | -------------- | -------------- | -------------- | -------------- | -------------- | -------------- | -------------- | ----------- |
| إدواردو       | علي الحبسي     | ألبرتو بوتيا   | أندريه كاريو   | غوميز          | سوريانو        | ميلوس ديجينيك  | جيوفينكو       | أحمد الفقي  |

## تشكيلة الفريق
- أقر الاتحاد تخفيض عدد اللاعبين المسجلين في قائمة الفريق الأول لكرة القدم من 33 لاعبًا إلى 28 لاعبًا ابتداءً من الموسم الحالي بحيث يحق للنادي تسجيل 7 لاعبين أجانب كحدٍ أقصى وأن تتضمن الكشوفات 5 لاعبين سعوديين على الأقل تحت سن 23 سنة، وأن يعامل لاعبو المواليد معاملة اللاعب السعودي على أن يكونوا لاعبين اثنين بحدٍ أقصى.[118] قرر مجلس إدارة الاتحاد السعودي لكرة القدم في 08 يونيو 2018 زيادة عدد اللاعبين المعتمدين في قوائم أندية الدرجة الممتازة إلى 30 لاعبًا بدلاً عن القرار السابق بعدد 28 لاعبًا، وذلك على إثر قراره بزيادة عدد اللاعبين الأجانب إلى ثمانية لاعبين.[107] كما أصدر الاتحاد السعودي لكرة القدم في 25 يونيو 2018 قرارًا يقضي بالسماح لأندية الدوري السعودي للمحترفين تسجيل خمس لاعبين (سعودي-أجنبي) في الجانب الاستثماري في فترة التسجيل المحددة على أن تكون اللائحة 35 لاعباً في كل فترة وأن يمثل 30 لاعب قائمة الثابتة الذين يحق لهم المشاركة في المسابقات الرسمية.[119] في 10 من شهر سبتمبر 2018 يؤكد الاتحاد السعودي لكرة القدم استمرار مسابقة دوري كأس الأمير محمد بن سلمان للمحترفين خلال إقامة بطولة كأس آسيا 2019 بمشاركة ثمانية لاعبين أجانب.[120]

| الرقم          | الاسم              | الجنسية                  | المركز               | تاريخ الميلاد (العمر)         | الملاحظات                                                  |
| حراس المرمى    | حراس المرمى        | حراس المرمى              | حراس المرمى          | حراس المرمى                   | حراس المرمى                                                |
| -------------- | ------------------ | ------------------------ | -------------------- | ----------------------------- | ---------------------------------------------------------- |
| 26             | علي الحبسي         | سلطنة عمان               | الحارس الأجنبي       | 30 ديسمبر 1981 (العمر 36 سنة) |                                                            |
| 1              | عبد الله المعيوف   | السعودية                 | الحارس الأساسي       | 23 يناير 1987 (العمر 31 سنة)  |                                                            |
| 30             | محمد الواكد        | السعودية                 | حارس المرمى الثالث   | 25 مارس 1992 (العمر 26 سنة)   |                                                            |
|                | مروان الحيدري      | السعودية                 | حارس مرمى            | 12 أبريل 1996 (العمر 22 سنة)  |                                                            |
| المدافعون      |                    |                          |                      |                               |                                                            |
| 4              | ألبرتو بوتيا       | إسبانيا                  | قلب دفاع             | 27 يناير 1989 (العمر 29 سنة)  |                                                            |
| 5              | علي البليهي        | السعودية                 | قلب دفاع             | 21 نوفمبر 1989 (العمر 28 سنة) |                                                            |
| 45             | ميلوس ديجينيك      | أستراليا                 | قلب دفاع             | 28 أبريل 1994 (العمر 24 سنة)  |                                                            |
| 70             | محمد جحفلي         | السعودية                 | قلب دفاع             | 24 أكتوبر 1990 (العمر 27 سنة) |                                                            |
| 33             | أحمد شراحيلي       | السعودية                 | قلب دفاع / ظهير أيمن | 08 مايو 1994 (العمر 24 سنة)   |                                                            |
| 17             | عبد الله الحافظ    | السعودية                 | قلب دفاع             | 25 ديسمبر 1992 (العمر 25 سنة) | انتقال إعارة خلال الفترة الشتوية                           |
| 2              | محمد البريك        | السعودية                 | ظهير أيمن            | 15 سبتمبر 1992 (العمر 25 سنة) |                                                            |
| 12             | ياسر الشهراني      | السعودية                 | ظهير أيمن / أيسر     | 25 مايو 1992 (العمر 26 سنة)   |                                                            |
| 13             | حسن كادش           | السعودية                 | ظهير أيسر            | 06 سبتمبر 1992 (العمر 25 سنة) |                                                            |
| 22             | محمد البقعاوي      | السعودية                 | ظهير أيمن            | 12 يوليو 1995 (العمر 23 سنة)  | انتقال خلال الفترة الشتوية                                 |
| لاعبي خط الوسط |                    |                          |                      |                               |                                                            |
| 8              | عبدالله عطيف       | السعودية                 | محور / وسط           | 03 أغسطس 1992 (العمر 26 سنة)  |                                                            |
| 6              | عبد الملك الخيبري  | السعودية                 | محور دفاعي           | 13 مارس 1986 (العمر 32 سنة)   | يخضع لعلاج وتأهيل من بداية الموسم.                         |
| 28             | محمد كنو           | السعودية                 | محور دفاعي           | 22 سبتمبر 1994 (العمر 23 سنة) |                                                            |
| 14             | مهند فلاته         | السعودية                 | محور دفاعي           | 2 فبراير 1996 (العمر 22 سنة)  |                                                            |
| 7              | سلمان الفرج        | السعودية                 | وسط                  | 01 أغسطس 1989 (العمر 29 سنة)  |                                                            |
| 16             | ناصر الدوسري       | السعودية                 | وسط                  | 19 ديسمبر 1998 (العمر 19 سنة) |                                                            |
| 10             | محمد الشلهوب       | السعودية                 | وسط هجومي / أيسر     | 08 ديسمبر 1980 (العمر 37 سنة) |                                                            |
| 27             | هتان باهبري        | السعودية                 | وسط أيمن / جناح أيمن | 16 يوليو 1992 (العمر 26 سنة)  |                                                            |
| 29             | سالم الدوسري       | السعودية                 | وسط أيمن / جناح أيمن | 19 أغسطس 1991 (العمر 26 سنة)  |                                                            |
| 24             | نواف العابد        | السعودية                 | جناح أيمن / أيسر     | 26 يناير 1990 (العمر 28 سنة)  | عاد من الإصابة في الدور الثاني                             |
| 21             | عمر عبد الرحمن     | الإمارات العربية المتحدة | وسط                  | 20 سبتمبر 1991 (العمر 26 سنة) | تعرض لإصابة في الرباط الصليبي ولم يكمل الموسم              |
| 31             | أحمد الفقي         | مصر                      | جناح أيسر            | 31 ديسمبر 1992 (العمر 25 سنة) |                                                            |
| 27             | أشرف بن شرقي       | المغرب                   | جناح أيمن / أيسر     | 24 سبتمبر 1994 (العمر 23 سنة) | وضع على لائحة الاستثمار وخرج إعارة إلى نادي لانس الفرنسي   |
| 19             | أندريه كاريو       | بيرو                     | جناح أيمن / أيسر     | 14 يونيو 1991 (العمر 27 سنة)  |                                                            |
| 3              | كارلوس إدواردو     | البرازيل                 | وسط / مهاجم ثاني     | 17 أكتوبر 1989 (العمر 28 سنة) |                                                            |
| المهاجمين      |                    |                          |                      |                               |                                                            |
| 44             | مختار فلاته        | السعودية                 | مهاجم                | 15 أكتوبر 1987 (العمر 30 سنة) | خرج بمخالصة خلال فترة الانتقالات الشتوية                   |
| 77             | عمر خربين          | سوريا                    | مهاجم                | 15 يناير 1994 (العمر 24 سنة)  | خرج بنظام إعارة لنادي بيراميدز المصري                      |
| 11             | غيلمين ريفاس       | فنزويلا                  | مهاجم                | 23 مارس 1989 (العمر 29 سنة)   | خرج بمخالصة مالية خلال فترة الانتقالات الشتوية             |
| 25             | جوناثان سوريانو    | إسبانيا                  | مهاجم                | 24 سبتمبر 1985 (العمر 32 سنة) |                                                            |
| 18             | بافيتيمبي غوميز    | فرنسا                    | مهاجم                | 06 أغسطس 1985 (العمر 33 سنة)  |                                                            |
| 31             | عبدالرحمن اليامي   | السعودية                 | مهاجم                | 19 يونيو 1997 (العمر 21 سنة)  | خرج بنظام إعارة لنادي الفيحاء خلال فترة الانتقالات الصيفية |
| 9              | سيباستيان جيوفينكو | إيطاليا                  | مهاجم                | 26 يناير 1987 (العمر 31 سنة)  |                                                            |

## المباريات الودية
| مباراة ودية 18 يوليو 2018 | الهلال                                                 | 5 - 0  | رابيد لينز | ليينز، النمسا          |
| 19:30 (ت ع م+03:00)       | إدواردو 21'، 24' · خربين 53' · الرشيدي 75' · ريفاس 90' | Report |            | الملعب: ملعب دولوميتين |

| مباراة ودية 22 يوليو 2018 | الهلال                                      | 3 - 0  | رادوملي | ليينز، النمسا          |
| 18:00 (ت ع م+03:00)       | إدواردو 17' · خربين 34' (ركلة.) · ريفاس 54' | Report |         | الملعب: ملعب دولوميتين |

| مباراة ودية 25 يوليو 2018 | الهلال | 0 - 2  | فورتونا دوسلدورف         | زيلامسي، النمسا       |
| 19:00 (ت ع م+03:00)       |        | Report | 29' لوكيباكيو · 89' دوكش | الملعب: ملعب برامبيرغ |

| مباراة ودية 29 يوليو 2018 | الهلال                                        | 3 - 1  | أخيسار سبور | سيبودين، النمسا      |
| 18:00 (ت ع م+03:00)       | إدواردو 33' · خربين 37' · الشلهوب 65' (ركلة.) | Report | 89' بايار   | الملعب: ملعب سيبودين |

| مباراة ودية 01 أغسطس 2018 | الهلال    | 1 - 1  | أودينيزي   | لورنفيلد، النمسا          |
| 19:00 (ت ع م+03:00)       | مختار 75' | Report | 53' ماتشيز | الملعب: سبوربلاتز مولبروك |

| مباراة ودية 06 سبتمبر 2018 | الهلال    | 1 - 4  | الفيصلي                                            | الرياض                   |
| 18:55 (ت ع م+03:00)        | ريفاس 33' | Report | 27' مندش · 52' روجيريو · 63' الثاني · 82' كالديرون | الملعب: ملعب نادي الهلال |

| مباراة ودية 13 أكتوبر 2018 | الهلال                 | 2 - 1  | الباطن       | الرياض                   |
| (ت ع م+03:00)              | إدواردو 34' · أشرف 52' | Report | 85' المزيريب | الملعب: ملعب نادي الهلال |

| مباراة ودية 17 أكتوبر 2018 | الهلال                                | 3 - 2    | الشباب                   | الرياض                   |
| (ت ع م+03:00)              | غوميز 16' · أحمد أشرف 21' · ريفاس 62' | [Report] | 10' الشمراني · 55' كايكي | الملعب: ملعب نادي الهلال |

| مباراة ودية                                                | الهلال | لم تقم المباراة | بيراميدز | الرياض                         |
| (ت ع م+03:00)                                              |        | [Report]        |          | الملعب: استاد جامعة الملك سعود |
| ملاحظة: كان من المقرر إقامة المباراة في تاريخ 22 مارس 2019 |        |                 |          |                                |

## بطولات الودية

### بطولة تبوك الدولية
- وافقت إدارة الهلال للمشاركة في بطولة تبوك الدولية الثالثة لكرة القدم التي ستقام في أواخر شهر يوليو وذلك ضمن برنامج الفريق الإعدادي للموسم الحالي إذ سيشارك الفريق الأول في هذه البطولة بعد العودة من المعسكر الإعدادي الأوروبي الخارجي الذي سيقام مطلع شهر يوليو 2018.[127][128] أعلنت إدارة نادي الهلال في 09 من يونيو 2018 اعتذارها رسميًّا عن المشاركة في دورة تبوك الودية الدولية، وذلك بعد اعتماد الاتحاد السعودي لكرة القدم لندن موقعًا لمواجهة السوبر السعودي بين الهلال والاتحاد. وأجرى البرتغالي خورخي خيسوس مدرب فريق الهلال تعديلاً على البرنامج الإعدادي الزمني لفريق الهلال، بعد اجتماعه في 08 يونيو أمس الجمعة مع فهد المفرج المشرف العام على إدارة كرة القدم.[129]

## مسابقات
| منافسة                     | بداية الجولة         | نهائي المركز / الجولة | المباراة الأولى | المباراة الأخيرة |
| -------------------------- | -------------------- | --------------------- | --------------- | ---------------- |
| كأس السوبر السعودي         | نهائي                | بطل السوبر            | 18 أغسطس 2018   | 18 أغسطس 2018    |
| بطولة الأندية العربية 2019 | دور الثاني والثلاثين | الوصيف                | 12 أغسطس 2018   | 18 أبريل 2019    |
| دوري المحترفين السعودي     | الجولة الأولى        | الوصيف                | 31 أغسطس 2018   | 16 مايو 2019     |
| كأس السوبر السعودي المصري  | نهائي                | الوصيف                | 06 أكتوبر 2018  | 06 أكتوبر 2018   |
| كأس خادم الحرمين الشريفين  | دور الثاني والثلاثين | خروج من نصف النهائي   | 05 فيراير 2018  | 26 أبريل 2019    |
| دوري أبطال آسيا 2019       | دور المجموعات        | تأهل إلى دور 16       | 05 مارس 2019    | 20 مايو 2019     |

### كأس السوبر السعودي
قرر مجلس إدارة الاتحاد السعودي لكرة القدم اعتماد وبشكل رسمي إقامة مباراة السوبر على كأس الهيئة العامة للرياضة والتي ستجمع بين نادي الهلال بطل الدوري السعودي ونادي الاتحاد بطل كأس الملك في العاصمة البريطانية لندن في 18 من شهر أغسطس 2018. على ملعب كوينز بارك رينجرز.
| نهائي 18 أغسطس 2018 | الهلال                                               | 2 - 1  | الاتحاد                                      | لندن |
| 20:30 (ت ع م+03:00) | إدواردو 35' · بوتيا 44' · ريفاس 62' · آل بليهي 3+90' | Report | 45+1' سوزا · 2+90' 67' الأحمدي · 86' الزقعان | الملعب: كوينز بارك رينجرز الحضور: 16,300 الحكم: جونيت شاكر الحكام المساعدين: باهاتين دوران طارق أنجون الحكم الرابع: محمد السماعيل حكم الفيديو: مارك كلاتنبورغ مساعد حكم الفيديو: {{{AVAR}}} |

### بطولة الأندية العربية 2019
- سحب قرعة البطولة العربية للأندية يوم الثلاثاء، 24 أبريل 2018 في مدينة جدة السعودية بحضور ممثلين لأندية واتحادات ومشاركة اثنين وثلاثين ناديًا يمثلون أكثر من عشر دول عربية بنظام الذهاب والإياب.[134] اعتمد الجهاز الفني لفريق الهلال الأول لكرة القدم قائمة اللاعبين المشاركين وضمت القائمة 26 لاعبًا في البطولة العربية للأندية الأبطال مساء في 08 أغسطس 2018؛ وذلك قبل أربعة أيام من تاريخ أول مباراة استنادًا إلى لوائح البطولة.[135][136]

#### دور الثاني والثلاثين
| ذهاب 12 أغسطس 2018  | الهلال     | 1 - 0  | الشباب      | الرياض |
| 20:30 (ت ع م+03:00) | البريك 21' | Report | 44' البريكي | الملعب: استاد جامعة الملك سعود الحكم: مصطفى غربال الحكام المساعدين: مقران قوراري Assistant referees: إبراهيم الحملاوي |

| اياب 29 سبتمبر 2018 | الشباب                 | 0 - 1  | الهلال      | مسقط |
| 18:00 (ت ع م+03:00) | البريكي 43' السعدي 79' | Report | 61' إدواردو | الملعب: استاد السيب الرياضي الحضور: 1500 الحكم: علي القيسي الحكام المساعدين: أمير حسين Assistant referees: حيدر علي |

#### دور الستة عشر
- أعلن الاتحاد العربي لكرة القدم برئاسة المستشار تركي آل الشيخ إقامة مراسم قرعة دور ثمن النهائي من بطولة كأس زايد للأندية العربية الأبطال يوم السبت الموافق السادس من أكتوبر 2018، وعليه سحب قرعة البطولة العربية لدور الستة عشر في العاصمة الرياض،[137] أصدر الاتحاد العربي لكرة القدم اليوم الأحد في 14 أكتوبر 2018 جدول مباريات دور ال 16 من بطولة كأس زايد للأندية الأبطال، الذي سيبدأ يوم الـ 27 من شهر أكتوبر وذلك بعدما اتفقت مؤخراً جميع الأندية الستة عشر المتأهلة على هامش قرعة هذا الدور التي أجريت مؤخراً بمدينة الرياض، على المواعيد المناسبة لها لمباريات الذهاب والإياب وعلى الملاعب التي ستقام عليها المواجهات، وذلك في حضور ممثلي الاتحادات الأهلية واللجنة المنظمة للبطولة.[138]

| ذهاب 29 أكتوبر 2018 | الهلال                                                                   | 4 - 0  | نفط | الرياض |
| 20:00 (ت ع م+03:00) | غوميز 35' (ركلة.) · كاريو 61' · الشهراني 67' · بيار 70' (ه.ذ.) · كنو 84' | Report |     | الملعب: ملعب الأمير فيصل بن فهد الحكم: محمود البنا الحكام المساعدين: سمير جمال Assistant referees: أحمد حسام الحكم الرابع: أحمد الغندور |

| إياب 30 نوفمبر 2018 | نفط                      | 0 - 2  | الهلال                                                   | أربيل                                          |
| 17:00 (ت ع م+03:00) | داود '37 59' · تحسين 52' | Report | '9 كنو · 10' البريك · 13' غوميز · 31' إدواردو · 52' سالم | الملعب: ملعب فرانسو حريري الحكم: يوسف السرايري |

#### دور الثمانية
| ذهاب 16 فبراير 2019 | الهلال                       | 3 - 0  | الاتحاد | الرياض                                                              |
| 19:30 (ت ع م+03:00) | إدواردو 14' · غوميز 31'، 41' | Report | 6' رزق  | الملعب: ملعب جامعة الملك سعود الحضور: 15.184 الحكم: نور الدين جعفري |

| إياب 25 فبراير 2019 | الاتحاد                | 0 - 0  | الهلال             | الاسكندرية                                |
| 18:00 (ت ع م+03:00) | بازوكا 16' الغندور 19' | Report | 38' ناصر 43' بوتيا | الملعب: ملعب برج العرب الحكم: مصطفى غربال |

#### دور نصف النهائي
| ذهاب 17 مارس 2019   | الهلال                                 | 1 - 0  | الأهلي                | الرياض                                            |
| 19:25 (ت ع م+03:00) | بوتيا 1+45' · سوريانو 49' · باهبري 87' | Report | 61' الموسى 5+90' مهند | الملعب: ملعب جامعة الملك سعود الحكم: عمار الجنيبي |

| إياب 15 أبريل 2019                        | الأهلي                                             | 1 - 0 (2 – 3 ر.ت)                           | الهلال                                       | جدة                                                     |
| (ت ع م+03:00)                             | دياز 18' · المقهوي 25' · المولد 68' · الموسى 2+90' | [ Report]                                   | 33' سالم 73' الخيبري 83' البريك 86' آل بليهي | الملعب: مدينة الملك عبد الله الرياضية الحكم: جهاد جريشه |
|                                           |                                                    | ركلات جزاء                                  |                                              |                                                         |
| السومة · دياز · ستانتشيو · المقهوي · مهند |                                                    | إدواردو · البريك · الشلهوب · غوميز · العابد |                                              |                                                         |

#### نهائي
| نهائي 18 أبريل 2019 | الهلال                                           | 1 - 2  | النجم | العين، أبو ظبي |
| 20:00 (ت ع م+03:00) | بوتيا 4+45' · غوميز 64' (ركلة.) · آل بليهي 5+90' | Report | 30' العريبي · 45' صدام · 45+1' العواضي · 6+45' الشيخاوي · 52' بن وناس · 58' بوغطاس · 75' الحناشي · 1+90' مثناني | الملعب: ملعب هزاع بن زايد الحكم: محمد عبدالله حسن الحكام المساعدين: محمد أحمد الحمادي Assistant referees: مسعود حسن الحكم الرابع: نور الدين الجعفري حكم الفيديو: عادل النقبي سلطان عبدالرزاق مساعد حكم الفيديو: {{{AVAR}}} |

### دوري المحترفين

#### ترتيب جدول الدوري
- أعلنت لجنة المسابقات بالاتحاد السعودي لكرة القدم في 10 يونيو 2018 على الحساب الرسمي للاتحاد السعودي في تويتر أصدرت مواعيد مباريات الدوري المحترفين السعودي الحالي والذي سينطلق في 30 أغسطس 2018 بمشاركة 16 فريقاً لأول مرة على أن يستمر حتى 02 مايو 2019، واعتماد أفضل التقنيات العالمية باستخدام برنامج إلكتروني بمشاركة شركة توس العالمية في وضع جدول الدوري.[74][76] أصدرت لجنة المسابقات بالاتحاد السعودي لكرة القدم في 10 يوليو 2018 جدول مباريات الدوري السعودي للمحترفين 2018 - 2019 المعدل على الجدول السابق، بعد التنسيق مع رابطة دوري المحترفين، والهيئة العامة للرياضة، بناءً على الملاحظات الواردة على الجدول السابق.[75] أصدرت لجنة المسابقات في الاتحاد السعودي لكرة القدم الجدول المعدل من دوري كأس الأمير محمد بن سلمان للمحترفين، في 04 سبتمبر 2018 حيث شمل التعديل عددًا من المباريات التي يتزامن إقامتها مع مباريات جماهيرية أخرى.[78] على اثر تصريح تركي آل الشيخ رئيس الهيئة العامة للرياضة، عبر حسابه على موقع "تويتر" يوم 31 أغسطس 2018 الحاجة إلى مراجعة" الجدول بخصوص تداخل أوقات عرض المباريات الجماهيري.[66]

| م | الفريق  | لعب | ف  | ت | خ | أ.له | أ.ع | أ.ف | نقاط | التأهل أو الهبوط                                                           |
| - | ------- | --- | -- | - | - | ---- | --- | --- | ---- | -------------------------------------------------------------------------- |
| 1 | النصر   | 30  | 22 | 4 | 4 | 69   | 27  | +42 | 70   | التاهل لدور المجموعات في دوري أبطال آسيا 2020                              |
| 2 | الهلال  | 30  | 21 | 6 | 3 | 66   | 33  | +33 | 69   | التاهل لدور المجموعات في دوري أبطال آسيا 2020                              |
| 3 | التعاون | 30  | 16 | 8 | 6 | 61   | 31  | +30 | 56   | التاهل لدور المجموعات في دوري أبطال آسيا 2020                              |
| 4 | الأهلي  | 30  | 17 | 4 | 9 | 68   | 41  | +27 | 55   | التأهل لمبارة الملحق الآسيوي المؤهلة لدور المجموعات لبطولة دوري أبطال آسيا |
| 5 | الشباب  | 30  | 15 | 9 | 6 | 39   | 25  | +14 | 54   |                                                                            |

1. مجموع النقاط ; 2. أعلى فارق أهداف في كامل البطولة (ما له من أهداف ناقص ما عليه).
3. الفريق الأكثر تسجيلاً للأهداف في كامل البطولة. 4. الفريق الأعلى تصنيفاً في بطولة الموسم الماضي.

في حال تعادل فريقين أو أكثر بالنقاط في جميع البطولات المحلية يتم تحديد المركز النهائية في نهاية البطولة وفقاً للترتيب التنازلي:

1.أعلى عدد من النقاط في مبارة أو مباريات الفريقين أو الفرق المتعادلة فيما بينها;
 2. أعلى فارق أهداف (ما له من أهداف ناقص ما عليه) في مبارة أو مباريات الفريقين أو الفرق
المتعادلة فيما بينها (دون احتساب أفضلية التسجيل خارج الأرض);

3. الفريق الأكثر تسجيلاً للأهداف في مباراة أو مباريات الفريقين أو الفرق المتعادلة فيما بينها (دون احتساب أفضلية التسجيل خارج الأرض);
 4. في حال استمرار التعادل بين فريقين أو أكثر من الفرق المتعادلة بعد تطبيق الفقرات من 1 إلى 3 يتم إعادة تطبيق الفقرات من 1 إلى 3 من هذه المادة مرة أخرى فقط على مباريات الفريقين أو الفرق المتساوية.

5.أعلى فارق أهداف في كامل البطولة (ما له من أهداف ناقص ما عليه);
 6.الفريق الأكثر تسجيلاً للأهداف في كامل البطولة;
 7.إذا كانت الفرق المتعادلة فريقان وكانا سوياً على أرض الملعب في المباراة الأخيرة يتم لعب
شوطين إضافيين كمبارة جديدة (دون احتساب أفضلية التسجيل خارج الأرض) وفي حال التعادل في الأشواط الإضافية يتم لعب ضربات ترجيح.
 8.الأقل حصولاً على مجموع النقاط جراء حصول لاعبيه على البطاقات الصفراء والحمراء في مباريات البطولة. (بحيث يتم احتساب البطاقة الحمراء بثلاث نقاط والصفراء بنقطة واحدة).

#### ملخص نتائج الموسم
| شامل | شامل | شامل | شامل | شامل | شامل | شامل | شامل | على أرضه | على أرضه | على أرضه | على أرضه | على أرضه | على أرضه | خارج أرضه | خارج أرضه | خارج أرضه | خارج أرضه | خارج أرضه | خارج أرضه |
| لعب  | ف    | ت    | خ    | أ.ل  | أ.ع  | ف.أ  | ن    | ف        | ت        | خ        | أ.ل      | أ.ع      | ف.أ      | ف         | ت         | خ         | أ.ل       | أ.ع       | ف.أ       |
| ---- | ---- | ---- | ---- | ---- | ---- | ---- | ---- | -------- | -------- | -------- | -------- | -------- | -------- | --------- | --------- | --------- | --------- | --------- | --------- |
| 30   | 21   | 6    | 3    | 66   | 33   | +33  | 69   | 10       | 4        | 2        | 36       | 19       | +17      | 11        | 2         | 1         | 30        | 14        | +16       |

آخر تحديث: 16 مايو 2019.

مصدر: يحدد لاحقا

#### النتائج حسب الجولة
| الجولة  | 1 | 2 | 3 | 4 | 5 | 6 | 7 | 8 | 9 | 10 | 11 | 12 | 13 | 14 | 15 | 16 | 17 | 18 | 19 | 20 | 21 | 22 | 23 | 24 | 25 | 26 | 27 | 28 | 29 | 30 |
| ------- | - | - | - | - | - | - | - | - | - | -- | -- | -- | -- | -- | -- | -- | -- | -- | -- | -- | -- | -- | -- | -- | -- | -- | -- | -- | -- | -- |
| الملعب  | H | A | H | A | H | A | H | A | H | A  | A  | H  | H  | H  | A  | H  | A  | H  | A  | H  | A  | H  | A  | H  | A  | A  | A  | H  | A  | H  |
| النتيجة | W | W | W | W | W | W | W | W | W | D  | W  | D  | L  | W  | D  | D  | W  | W  | W  | W  | W  | W  | D  | D  | L  | W  | W  | L  | W  | W  |
| المركز  | 2 | 1 | 1 | 1 | 2 | 2 | 1 | 1 | 1 | 1  | 1  | 1  | 1  | 1  | 1  | 1  | 1  | 1  | 1  | 1  | 1  | 1  | 1  | 1  | 2  | 2  | 1  | 2  | 2  | 2  |

المصدر: 16 مايو 2019.
الملعب: A = خارج الأرض ; H = على أرضه. النتيجة: D = تعادل; L = خسر ; W = فوز.

#### مباريات الدوري
- أعلنت لجنة المسابقات بالاتحاد السعودي لكرة القدم في 10 يونيو 2018 على الحساب الرسمي للاتحاد السعودي في توتير أصدرت مواعيد مباريات الدوري المحترفين السعودي الحالي والذي سينطلق في 30 أغسطس 2018 بمشاركة 16 فريقاً لأول مرة على أن يستمر حتى 02 مايو 2019، واعتماد أفضل التقنيات العالمية باستخدام برنامج إلكتروني بمشاركة شركة توس العالمية في وضع جدول الدوري.[20][58] أصدرت لجنة المسابقات بالاتحاد السعودي لكرة القدم في 10 يوليو 2018 جدول مباريات الدوري السعودي للمحترفين 2018 - 2019 المعدل على الجدول السابق، بعد التنسيق مع رابطة دوري المحترفين، والهيئة العامة للرياضة، بناءً على الملاحظات الواردة على الجدول السابق.[59] أصدرت لجنة المسابقات في الاتحاد السعودي لكرة القدم الجدول المعدل من دوري كأس الأمير محمد بن سلمان للمحترفين، في 04 سبتمبر 2018 حيث شمل التعديل عددًا من المباريات التي يتزامن إقامتها مع مباريات جماهيرية أخرى.[61] على اثر تصريح تركي آل الشيخ رئيس الهيئة العامة للرياضة، عبر حسابه بموقع "تويتر" يوم 31 أغسطس 2018 الحاجة إلى مراجعة" الجدول بخصوص تداخل أوقات عرض المباريات الجماهيري.[60] أصدرت في 01 يناير 2019 لجنة المسابقات جدول مباريات الدور الثاني من دوري كأس الأمير محمد بن سلمان للمحترفين.[141]

  فوز
  تعادل
  خسارة
  مؤجلة
| 01 31 أغسطس 2018    | الهلال                                                               | 1 - 0  | الفيحاء                                                | الرياض                                                             |
| 18:55 (ت ع م+03:00) | سالم 28' 74' · البليهي 38' · كنو 77' (ركلة.) · البريك 79' · ناصر 83' | Report | 21' أسبريلا 27' إستالين 62' 48' العودة 80' 72' عبدالله | الملعب: ملعب جامعة الملك سعود الحضور: 22.076 الحكم: سيمون مارتنياك |

| 02 15 سبتمبر 2018   | الرائد                             | 1 - 3  | الهلال | بريدة                                                                            |
| 18:50 (ت ع م+03:00) | دوخة 39' · حمودان 52' · العمري 54' | Report | 41' غوميز · 45' عموري · 55' (ركلة.) إدواردو · 73' 68' بوتيا · 75' الفرج · 81' الحبسي · 86' الشهراني · 90+4' البريك | الملعب: ملعب مدينة الملك عبد الله الرياضية الحضور: 6833 الحكم: أرتور سواريس دياز |

| 03 20 سبتمبر 2018   | الهلال                                             | 3 - 1  | الباطن      | الرياض                                                            |
| 20:45 (ت ع م+03:00) | الفرج 27' · آل بليهي 32' · غوميز 41' 4+45' (ركلة.) | Report | 49' دا كروز | الملعب: ملعب جامعة الملك سعود الحضور: 22.078 الحكم: دامير سكومينا |

| 04 24 سبتمبر 2018   | الفتح                                                                  | 2 - 3  | الهلال                                                            | الأحساء                                                               |
| 18:10 (ت ع م+03:00) | الوسلاتي 44' (ركلة.) 4+45' 68' (ركلة.) · آغوريغاري 52' · بانغورا 1+90' | Report | 40' كادش · 42' الحبسي · '74 59' غوميز · 62' إدواردو · 4+90' ريفاس | الملعب: ملعب الأمير عبد الله بن جلوي الحضور: 9050 الحكم: باولو فاليري |

| 06 20 أكتوبر 2018   | الشباب                                  | 0 - 1  | الهلال                                                       | الرياض                                                           |
| 19:45 (ت ع م+03:00) | محمد 50' إولر 61' هتان 66' العمري 4+90' | Report | 5' عموري · 50' سالم · 63' البريك · 74' 56' كنو · 81' البليهي | الملعب: ملعب الأمير فيصل بن فهد الحضور: 22500 الحكم: داني ماكيلي |

| 07 25 أكتوبر 2018   | الهلال                                                                                      | 3 - 1  | الاتحاد                                                           | الرياض                                              |
| 18:30 (ت ع م+03:00) | كنو 8' (ركلة.) · البليهي 47' · غوميز 74' · بوتيا 81' · الشهراني 85' · إدواردو 5+90' (ركلة.) | Report | 19' بيشيتش · 26' المزيعل · 77' جورمان · 85' كارليتو · 3+90' عسيري | الملعب: ملعب الأمير فيصل بن فهد الحكم: فيكتور كاساي |

| 08 02 نوفمبر 2018                                                      | القادسية  | 0 - 2  | الهلال                                       | الخبر                                                               |
| 17:35 (ت ع م+03:00)                                                    | فلاتة 43' | Report | 44' (ركلة.) الدوسري · 66' كنو · 86' الشهراني | الملعب: مدينة الأمير سعود بن جلوي الرياضية الحكم: بارتوش فرانكينسكي |
| ملاحظة: قائمة فريق الهلال الأول لكرة القدم في مواجهة مضيفه "القادسية"، |           |        |                                              |                                                                     |

| 05 06 نوفمبر 2018   | الهلال                                 | 4 - 1  | الاتفاق                  | الرياض                                                |
| 17:55 (ت ع م+03:00) | سالم 16' · كاريو 45+1' · غوميز 55' 70' | Report | 26' الربيعي · 68' خوانكا | الملعب: ملعب الأمير فيصل بن فهد الحكم: ميلوراد ماجيتش |

| 09 10 نوفمبر 2018   | الوحدة | 0 - 3  | الهلال                                            | مكة المكرمة                                                   |
| 18:20 (ت ع م+03:00) |        | Report | 18' الفرج · 29' إدواردو · 45+2' سالم · 90' البريك | الملعب: ملعب الملك عبد العزيز الحضور: 32.567 الحكم: بافيل جيل |

| 10 24 نوفمبر 2018   | الفيصلي                                 | 1 - 1  | الهلال                                       | المجمعة                                                              |
| 17:50 (ت ع م+03:00) | البكر 31' · بوليتش 78' · القحطاني 90+1' | Report | 22' البليهي · 80' (ركلة.) الفرج · 89' البريك | الملعب: مدينة الملك سلمان بن عبد العزيز الرياضية الحكم: فيكتور كاساي |

| 12 08 ديسمبر 2018   | الهلال                                                                         | 2 - 2  | النصر                                       | الرياض                                                           |
| 15:05 (ت ع م+03:00) | غوميز 3' 18' · عطيف 10' · إدواردو 38' · الشهراني 59' · بوتيا 70' · كاريو 7+90' | Report | 72' جوليانو · 78' 78' حمد الله · 1+90' خميس | الملعب: ملعب جامعة الملك سعود الحضور: 23047 الحكم: نيستور بيتانا |

| 11 12 ديسمبر 2018   | أحد | 0 - 1  | الهلال            | المدينة المنورة                                                                        |
| 18:20 (ت ع م+03:00) |     | Report | 54' (ركلة.) غوميز | الملعب: مدينة الأمير محمد بن عبد العزيز الرياضية الحضور: 4329 الحكم: سفاين أودفار موين |

| 13 15 ديسمبر 2018   | الهلال               | 1 - 2  | الحزم                                                                    | الرياض                                              |
| 17:45 (ت ع م+03:00) | غوميز 18' · كادش 80' | Report | 46' الصيعري · 75' مورالها · 80' (ركلة.) أليماو · 1+90' عسلة · 2+90' حسين | الملعب: ملعب جامعة الملك سعود الحكم: ميلوراد ماجيتش |

| 14 21 ديسمبر 2018   | الهلال | 4 - 3  | الاهلي                                                      | الرياض                                            |
| 15:35 (ت ع م+03:00) | آل بليهي 40' · غوميز 3+45' (ركلة.) · الشهراني 47' · الحبسي 59' · إدواردو 66' (ركلة.) · كاريو 77' · البريك 3+90' | Report | 85' 81' 75' 7' السومة · 31' دي سوزا · 38' العويس · 64' دياز | الملعب: ملعب جامعة الملك سعود الحكم: كليمن توربان |

| 15 30 ديسمبر 2018   | التعاون                                                                   | 2 - 2  | الهلال                                                | بريدة                                                         |
| 18:00 (ت ع م+03:00) | راموس 58' (ركلة.) · أميسي 60' 7+90' · آدم 64' · كاسيو 81' · الزبيدي 7+90' | Report | 51' 34' ريفاس · 55' كاريو · 57' شراحيلي · 7+90' بوتيا | الملعب: ملعب مدينة الملك عبد الله الرياضية الحكم: داني ماكيلي |

| 16 11 يناير 2019    | الهلال                    | 1 - 1  | الرائد                                             | الرياض                                             |
| 15:25 (ت ع م+03:00) | جحفلي 66' · الشلهوب 2+90' | Report | 60' بلقروي · 80' حمودان · 84' الشريمي · 4+90' مازن | الملعب: ملعب جامعة الملك سعود الحكم: دامير سكومينا |

| 17 27 يناير 2019    | الفيحاء    | 0 - 5  | الهلال                                                     | المجمعة                                                                        |
| 18:20 (ت ع م+03:00) | القرني 82' | Report | 7' بوتيا · 43' 27' سوريانو · 58' 55' إدواردو · 90+3' ريفاس | الملعب: مدينة الملك سلمان بن عبد العزيز الرياضية الحضور: 4294 الحكم: كيفن بلوم |

| 18 04 فبراير 2019   | الهلال                                                                 | 4 - 1  | الفتح                                                       | الرياض                                                |
| 18:20 (ت ع م+03:00) | البليهي 11' · غوميز 16' (ركلة.) 37' 69' · إدواردو 32' · العابد 62' 66' | Report | 11' (ركلة.) الوسلاتي · 16' بيدرو · 36' آغوريغاري · 39' حمزي | الملعب: ملعب جامعة الملك سعود الحكم: باويل راكزوفيسكي |

| 19 08 فبراير 2019                                                                                              | الباطن                                                                               | 2 - 3  | الهلال                                          | حفر الباطن                                |
| 18:15 (ت ع م+03:00)                                                                                            | جوناثان 25' · العونلي 47' 85' · كنبه 75' · المطيري 4+90' · بندر 4+90' · فاشيني 4+90' | Report | 18' كاريو · 72' كنو · 87' إدواردو · 90+3' غوميز | الملعب: ملعب نادي الباطن الحكم: كيفن بلوم |
| ملاحظة: لجنة"الانضباط والاخلاق" توقف إدواردو مباراتين وتوقع غرامة مالية على اثر الطرد بحجة اللعب بطريقة وحشية. |                                                                                      |        |                                                 |                                           |

| 20 12 فبراير 2019   | الهلال                                                             | 4 - 1  | القادسية                 | الرياض                                            |
| 18:10 (ت ع م+03:00) | العابد 34' · غوميز 46' · ناصر 60' 90' · جيوفينكو 80' · البليهي 88' | Report | 65' بلخيتر · 67' بيسمارك | الملعب: ملعب جامعة الملك سعود الحكم: توماس موسيال |

| 21 21 فبراير 2019   | الاتحاد                | 0 - 2  | الهلال                               | جدة                                                                   |
| 20:25 (ت ع م+03:00) | الأحمدي 70' البيشي 77' | Report | 67' غوميز · 82' سالم · 6+90' ديجينيك | الملعب: ملعب الملك عبد الله الدولي الحضور: 52.210 الحكم: داني ماكيلي. |

| 22 01 مارس 2019     | الهلال                                          | 2 - 1  | الفيصلي                | الرياض                                             |
| 18:35 (ت ع م+03:00) | جيوفينكو 18' 79' · ديجينيك 47' · الشهراني 2+90' | Report | 40' هايلاند · 49' روسي | الملعب: ملعب جامعة الملك سعود الحكم: باكاري غاساما |

| 23 08 مارس 2019     | الهلال                              | 1 - 1  | الوحدة                                                                       | الرياض                                             |
| 19:30 (ت ع م+03:00) | إدواردو 55' · جحفلي 82' · بوتيا 83' | Report | 38' النمر · 73' عبده · 76' جابر · 73' باخشوين · 90' مباراكو · 1+90' الجدعاني | الملعب: ملعب جامعة الملك سعود الحكم: دامير سكومينا |

| 24 23 مارس 2019     | الهلال                  | 0 - 0  | أحد                                       | الرياض                                               |
| 20:05 (ت ع م+03:00) | باهبري 53' البريك 3+90' | Report | 34' مجرشي 45' أدولف 83' العويشير 87' الضو | الملعب: ملعب جامعة الملك سعود الحكم: أوفيديو هاتيجان |

| 25 29 مارس 2019     | النصر                                                      | 3 - 2    | الهلال                                                                        | الرياض                                                         |
| 18:40 (ت ع م+03:00) | الغنام 45' · حمد الله 46' · العبيد 52' · أوفيني 77'، 7+90' | [Report] | 67' 20' كنو · 48' ديجينيك · 55' آل بليهي · 57' كاريو · 60' إدواردو · 79' سالم | الملعب: ملعب الملك فهد الدولي الحضور: 57.716 الحكم: جونيت شاكر |

| 26 04 أبريل 2019    | الحزم                                                              | 2 - 3    | الهلال                                         | بريدة                                                           |
| 20:45 (ت ع م+03:00) | ألميدا 18' · الخلف 30' · زوراب 45+1' 68' · الصيعري 65' · مسعود 71' | [Report] | 12' بوتيا · 73'، 48' غوميز · 90+6' 90' سوريانو | الملعب: ملعب مدينة الملك عبد الله الرياضية الحكم: دامير سكومينا |

| 27 12 أبريل 2019    | الأهلي                       | 0 - 1    | الهلال                                | جدة                                                        |
| 20:45 (ت ع م+03:00) | الحربي 28' 37' عبد الغني 76' | [Report] | 20' البريك · 59' 43' بوتيا · 90' ناصر | الملعب: ملعب الملك عبد الله الدولي الحكم: سيمون مارتشينياك |

| 28 29 أبريل 2019    | الهلال     | 0 - 2  | التعاون                                                                     | الرياض                                                 |
| 19:00 (ت ع م+03:00) | البريك 51' | Report | 43' سفياني · 1+45' ريان الموسى · 65' تاومبا · 1+90' 69' راموس · 81' ماتشادو | الملعب: ملعب جامعة الملك سعود الحكم: أرتور سواريس دياز |

| 29 11 مايو 2019     | الاتفاق                                             | 0 - 1    | الهلال                                 | الدمام                                               |
| 19:45 (ت ع م+03:00) | الربيعي 18' أحمد 27' حسن 72' العبود 74' الحايطي 87' | [Report] | 51' إدواردو · 61' بوتيا · 78' جيوفينكو | الملعب: ملعب الأمير محمد بن فهد الحكم: دامير سكومينا |

| 30 16 مايو 2019     | الهلال                                | 3 - 2  | الشباب                                        | الرياض                                              |
| 19:45 (ت ع م+03:00) | غوميز 7' 1+90' (ركلة.) · جيوفينكو 53' | Report | 1+45' جمال بن العمري · 67' سيبا · 87' الصليهم | الملعب: ملعب جامعة الملك سعود الحكم: دانيلي أورساتو |

### بطولة السوبر السعودي المصري
- اتفق الاتحاد السعودي لكرة القدم ونظيره المصري على الموعدين المقترحين لإقامة مباراة السوبر السعودي المصري على كأس خادم الحرمين الشريفين بين بطلي الدوري السعودي والدوري المصري، وسيلتقي الهلال السعودي والأهلي المصري حاملا لقب الدوري في البلدين في السوبر السعودي المصري أبطال الدوري على كأس خادم الحرمين الشريفين الملك سلمان بن عبد العزيز وفق الموعد المقترح في 08 نوفمبر 2018 في الرياض، وجرى الاتفاق بين الطرفين على الموعد على إثر الاجتماع التنسيقي الذي تم بين الاتحادين صباح يوم 21 يوليو 2018 في القاهرة، بحضره الأمين العام للاتحاد السعودي الأستاذ لؤي السبيعي، وعضو مجلس الإدارة رئيس لجنة المسابقات الأستاذ عبد الإله مؤمنة، والمدير التنفيذي للاتحاد المصري لكرة القدم اللواء الدكتور ثروت سويلم، ورئيس لجنة المسابقات الأستاذ عامر حسين، على أن يتم تحديد المواعيد النهائية لاحقًا.[153] أعلن الاتحاد السعودي لكرة القدم، اليوم 15 أغسطس 2018، إلغاء مباراة السوبر السعودي المصري، التي كان من المقرر إقامتها بين الهلال بطل الدوري السعودي، والأهلي، بطل الدوري المصري، وذكر الاتحاد السعودي عبر صفحته الرسمية بموقع التواصل الاجتماعي على الإنترنت «تويتر» أنه قرر إلغاء المباراة بناء على ما رفعه نادي الهلال بشأن عدم إمكانية مشاركته نظرًا لعدم التزام النادي الأهلي المصري بالموعد المتفق عليه بين الاتحادين السعودي والمصري لكرة القدم.[154] في 24 أغسطس 2018 أعلن الاتحاد السعودي رعاية معالي الأستاذ تركي بن عبد المحسن آل الشيخ يرعى مباراتي كأس السوبر السعودي المصري في 10 نوفمبر لمقابلة نادي الزمالك، أصدر اتحادا الكرة في مصر والسعودية، في 20 سبتمبر بيانًا مشتركًا أعلنا فيه عن مشاركة الأهلي في كأس السوبر المصري السعودي أمام الهلال في الرياض، في 21 سبتمبر 2018 على أثر بيان النادي الأهلي أعرب الاتحاد السعودي لكرة القدم في الوقت ذاته أسفه حول مباراة السوبر التي تجمع بين بطلي الدوري في السعودية ومصر، عليه فإن الاتحاد السعودي يعتذر بصورة نهائية عن إقامة مباراة الهلال والأهلي وسيكتفي بما تم الإعلان عنه سابقاً في إقامة مباراتي السوبر السعودي المصري بين الاتحاد والزمالك في القاهرة والهلال والزمالك في الرياض،[18] وعليه يحل الزمالك ضيفًا على الهلال في الرياض يوم 6 أكتوبر في مباراة كأس السوبر السعودي المصري.

| نهائي 06 أكتوبر 2018 | الهلال    | 1 - 2  | الزمالك                                          | الرياض |
| 20:00 (ت ع م+03:00)  | خربين 57' | Report | 39' النقاز · 2+45' كاسونغو · 24' طارق · 64' ساسي | الملعب: ملعب جامعة الملك سعود الحكم: فيليكس بريش الحكام المساعدين: ستيفان لوب مارك بورش الحكم الرابع: روبيرت سشرودير حكم الفيديو: بول فان بويكيل مساعد حكم الفيديو: {{{AVAR}}} |

### كأس خادم الحرمين الشريفين
- سحب قرعة مسابقة كأس خادم الحرمين الشريفين للموسم الرياضي 2018/2019م، بمشاركة 64 فريقاً يمثلون أندية دوري كأس محمد بن سلمان للمحترفين، ودوري الأمير محمد بن سلمان للدرجة الأولى للمحترفين، ودوري الدرجة الثانية، بالإضافة إلى المتأهلين من تصفيات دوري الدرجة الثالثة.[156][157] وتم تصنيف الفرق المشاركة في كأس خادم الحرمين الشريفين إلى 4 مستويات بناءً على نتائج الأندية في الموسم الماضي.

#### دور الرابع والستين
| دور 64 05 يناير 2019 | الهلال                                                     | 9 - 0  | الدرع                         | الرياض                                              |
| 15:20 (ت ع م+03:00)  | ريفاس 17'، 68'، 88' · غوميز 33'، 51'، 64'، 72' · كاريو 82' | Report | 3' هوساوي · 85' (ه.ذ.) الرشيد | الملعب: ملعب الأمير فيصل بن فهد الحكم: سلطان الحربي |

#### دور الثاني والثلاثين
| دور 32 16 يناير 2019 | هجر | 0 - 3  | الهلال                              | الاحساء                                                |
| 17:55 (ت ع م+03:00)  |     | Report | 80' 21' (ركلة.) غوميز · 63' إدواردو | الملعب: ملعب الأمير عبدالله بن جلوي الحكم: خالد الطريس |

#### دور الستة عشر
| دور 16 21 يناير 2019 | الهلال                                         | 3 - 2  | الفيصلي                                           | الرياض                                              |
| 20:05 (ت ع م+03:00)  | غوميز 19' · إدواردو 34' · ناصر 79' · ريفاس 83' | Report | 2'، 37' روجيريو · 32' مندش · 41' وسام · 89' مصطفى | الملعب: ملعب جامعة الملك سعود الحكم: ميلوراد ماجيتش |

#### دور الثمانية
| دور 8 01 أبريل 2019 | الإتفاق                                                                                      | 2 - 3    | الهلال                                                                       | الدمام                                             |
| 19:45 (ت ع م+03:00) | الكويكبي 28' (ركلة.) · أرياس 64' · العبود 75' · غوانكا 87' 114' · عكايشي 1+90' · السنين 100' | [Report] | 32' كنو · 38' الخيبري · 65' الشلهوب · 5+90' جحفلي · 106' كاريو · 117' اليامي | الملعب: ملعب الأمير محمد بن فهد الحكم: ماثيو كونغر |

#### دور نصف النهائي
| نصف نهائي 26 أبريل 2019 | الهلال | 0 - 5  | التعاون                                                         | الرياض                                                      |
| 18:55 (ت ع م+03:00)     |        | Report | 86' 10' الزبيدي · 19' ساندرو · 22' آدم · 56' أميسي · 83' تاومبا | الملعب: ملعب جامعة الملك سعود · الحكم: هولندا داني ماكيلي · |

### دوري أبطال آسيا 2019
أجريت قرعة دوري أبطال آسيا 2019 في 22 نوفمبر 2018 في مقر الاتحاد الآسيوي لكرة القدم في كوالالمبور وأسفرت القرعة عن مواجهات قوية وصعبة لفريق الهلال، حيث وقع في المجموعة الثالثة رفقة العين الإماراتي والدحيل القطري واستقلال طهران الإيراني.
في 25 فبراير 2019 أعلن نادي الهلال عن قائمة الفريق التي ستخوض منافسات دوري أبطال آسيا للموسم الجاري، والتي تتضمن قائمة الـ30 لاعب للمنافسة الآسيوية ضمت قائمة اللاعبين الأجانب، المهاجم الفرنسي بافيتمبي غوميز، إلى جانب البرازيلي كارلوس إدواردو والإيطالي سيباستيان جيوفينكو، بالإضافة للمدافع الأسترالي ميلوش ديجينك كلاعب آسيوي.

#### مرحلة المجموعات
| م | الفريق  | لعب | ف | ت | خ | أ.له | أ.ع | أ.ف | نقاط | التأهل    |     | الهلال | الدحيل | استقلال | العين |
| - | ------- | --- | - | - | - | ---- | --- | --- | ---- | --------- | --- | ------ | ------ | ------- | ----- |
| 1 | الهلال  | 6   | 4 | 1 | 1 | 10   | 5   | +5  | 13   | دور الـ16 |     | —      | 3–1    | 1–0     | 2–0   |
| 2 | الدحيل  | 6   | 2 | 3 | 1 | 11   | 8   | +3  | 9    | دور الـ16 |     | 2–2    | —      | 3–0     | 2–2   |
| 3 | استقلال | 6   | 2 | 2 | 2 | 6    | 8   | −2  | 8    |           |     | 2–1    | 1–1    | —       | 1–1   |
| 4 | العين   | 6   | 0 | 2 | 4 | 4    | 10  | −6  | 2    |           | 0–1 | 0–2    | 1–2    | —       |       |

##### المجموعة الثالثة
| ذهاب 05 مارس 2019   | العين                           | 0 - 1  | الهلال                  | العين                                                        |
| 18:20 (ت ع م+03:00) | دومبيا 27' جمال 84' إسماعيل 90' | Report | 65' الشلهوب · 5+90' كنو | الملعب: استاد هزاع بن زايد الحضور: 9726 الحكم: نواف شكر الله |

| ذهاب 12 مارس 2019   | الهلال                                                                           | 3 - 1  | الدحيل                                             | الرياض                                                          |
| 18:45 (ت ع م+03:00) | إدواردو 25' 72' · كنو 44' · جيوفينكو 55' · آل بليهي 77' · غوميز 79' · البريك 80' | Report | 40' ياسر · 75' ناكاجيما · 89' بن عطية · 1+90' لويز | الملعب: ملعب جامعة الملك سعود الحضور: 22929 الحكم: ديلان بيريرا |

| ذهاب 08 أبريل 2019  | استقلال                                                              | 2 - 1  | الهلال                   | الدوحة                                                |
| 17:00 (ت ع م+03:00) | كريمي 5' 19' · منتظري 30' · دانيشغار 50' · فارشيد 56' · زكيبور 5+90' | Report | 32' آل بليهي · 71' غوميز | الملعب: ملعب حمد بن خليفة الحضور: 947 الحكم: كريس بيث |

| إياب 23 أبريل 2019                                                                | الهلال                                                        | 1 - 0     | استقلال                                    | أبو ظبي                                     |
| 18:00 (ت ع م+03:00)                                                               | العابد 25' 53' · البريك 48' · جيوفينكو 51' 87' · الشهراني 74' | [ Report] | 25' منشا 30' دانشجار 1+45' داريوش 60' جشمي | الملعب: ستاد محمد بن زايد الحكم: ريوجي ساتو |
| ملاحظة: أشهر حكم المباراة الياباني كرت أصفر ل" جوفينكو" على وهو على مقاعد البدلاء |                                                               |           |                                            |                                             |

| إياب 06 مايو 2019   | الهلال                  | 2 - 0     | العين    | الرياض                                                 |
| 22:00 (ت ع م+03:00) | باهبري 1' · الشلهوب 90' | [ Report] | 55' كايو | الملعب: ملعب جامعة الملك سعود الحكم: فالنتين كوفالينكو |

| إياب 20 مايو 2019 | الدحيل                       | 2 - 2     | الهلال        | قطر                                                |
|                   | يوسف العربي 15' · منير 2+90' | [ Report] | 55' 30' غوميز | الملعب: استاد عبد الله بن خليفة الحكم: مينورو توجو |

## إحصاءات

### المدرب
اعتباراً من 18 يوليو 2018.
| م | الجنسية  | المدرب           | مباريات ودية | مباريات ودية | مباريات ودية | مباريات ودية | كأس السوبر | كأس السوبر | كأس السوبر | كأس السوبر | دوري المحترفين | دوري المحترفين | دوري المحترفين | دوري المحترفين | بطولة الأندية العربية 2019 | بطولة الأندية العربية 2019 | بطولة الأندية العربية 2019 | بطولة الأندية العربية 2019 | كأس السوبر السعودي المصري | كأس السوبر السعودي المصري | كأس السوبر السعودي المصري | كأس السوبر السعودي المصري | كأس الملك | كأس الملك | كأس الملك | كأس الملك | دوري أبطال آسيا 2019 | دوري أبطال آسيا 2019 | دوري أبطال آسيا 2019 | دوري أبطال آسيا 2019 | المجموع | المجموع | المجموع | المجموع |
| م | الجنسية  | المدرب           | مباراة       | فوز          | تعادل        | خسارة        | مباراة     | فوز        | تعادل      | خسارة      | مباراة         | فوز            | تعادل          | خسارة          | مباراة                     | فوز                        | تعادل                      | خسارة                      | مباراة                    | فوز                       | تعادل                     | خسارة                     | مباراة    | فوز       | تعادل     | خسارة     | مباراة               | فوز                  | تعادل                | خسارة                | مباراة  | فوز     | تعادل   | خسارة   |
| - | -------- | ---------------- | ------------ | ------------ | ------------ | ------------ | ---------- | ---------- | ---------- | ---------- | -------------- | -------------- | -------------- | -------------- | -------------------------- | -------------------------- | -------------------------- | -------------------------- | ------------------------- | ------------------------- | ------------------------- | ------------------------- | --------- | --------- | --------- | --------- | -------------------- | -------------------- | -------------------- | -------------------- | ------- | ------- | ------- | ------- |
| 1 | البرتغال | جورجي جيسوس      | 8            | 5            | 1            | 2            | 1          | 1          |            |            | 17             | 12             | 4              | 1              | 4                          | 4                          |                            |                            | 1                         |                           |                           | 1                         | 3         | 3         |           |           |                      |                      |                      |                      | 34      | 25      | 5       | 4       |
| 2 | كرواتيا  | زوران ماميتش     |              |              |              |              |            |            |            |            | 10             | 7              | 2              | 1              | 5                          | 3                          | 1                          | 1                          |                           |                           |                           |                           | 2         | 1         |           | 1         | 4                    | 3                    |                      | 1                    | 21      | 14      | 3       | 4       |
| 3 | البرازيل | بريكليس تشاموسكا |              |              |              |              |            |            |            |            | 3              | 2              |                | 1              |                            |                            |                            |                            |                           |                           |                           |                           |           |           |           |           | 2                    | 1                    | 1                    |                      | 5       | 3       | 1       | 1       |

آخر تحديث: 20 مايو 2019.

مصدر: [بحاجة لمصدر]

### اللاعبين

#### الظهور والأهداف والانضباط
اعتباراً من 18 أغسطس 2018 تدل الأرقام الواردة بين (قوسين) على تواجد اللاعب ضمن مقاعد البدلاء الفريق دون المشاركة في المباراة.
| الرقم                          | الجنسية                        | أسماء اللاعبين                 | المركز                         | كأس هيئة الرياضة السوبر السعودي | كأس هيئة الرياضة السوبر السعودي | كأس هيئة الرياضة السوبر السعودي | كأس هيئة الرياضة السوبر السعودي | دوري كأس الأمير محمد بن سلمان | دوري كأس الأمير محمد بن سلمان | دوري كأس الأمير محمد بن سلمان | دوري كأس الأمير محمد بن سلمان | بطولة الأندية العربية 2019 | بطولة الأندية العربية 2019 | بطولة الأندية العربية 2019 | بطولة الأندية العربية 2019 | كأس السوبر السعودي المصري | كأس السوبر السعودي المصري | كأس السوبر السعودي المصري | كأس السوبر السعودي المصري | كأس الملك | كأس الملك | كأس الملك | كأس الملك | دوري أبطال آسيا 2019 | دوري أبطال آسيا 2019 | دوري أبطال آسيا 2019 | دوري أبطال آسيا 2019 | المجموع | المجموع | المجموع | المجموع  |
| الرقم                          | الجنسية                        | أسماء اللاعبين                 | المركز                         | مباراة                          | هدف                             | أنذر                            | Red card                        | مباراة                        | هدف                           | أنذر                          | Red card                      | مباراة                     | هدف                        | أنذر                       | Red card                   | مباراة                    | هدف                       | أنذر                      | Red card                  | مباراة    | هدف       | أنذر      | Red card  | مباراة               | هدف                  | أنذر                 | Red card             | مباراة  | هدف     | أنذر    | Red card |
| ------------------------------ | ------------------------------ | ------------------------------ | ------------------------------ | ------------------------------- | ------------------------------- | ------------------------------- | ------------------------------- | ----------------------------- | ----------------------------- | ----------------------------- | ----------------------------- | -------------------------- | -------------------------- | -------------------------- | -------------------------- | ------------------------- | ------------------------- | ------------------------- | ------------------------- | --------- | --------- | --------- | --------- | -------------------- | -------------------- | -------------------- | -------------------- | ------- | ------- | ------- | -------- |
| 26                             | سلطنة عمان                     | علي الحبسي                     | GK                             | 1                               |                                 |                                 |                                 | 21 (8)                        |                               | 2                             |                               | 2                          |                            |                            |                            | 0 (1)                     |                           |                           |                           | 3         |           |           |           |                      |                      |                      |                      | 27 (9)  |         | 2       |          |
| 4                              | إسبانيا                        | ألبرتو بوتيا                   | DF                             | 1                               |                                 | 1                               |                                 | 26 (1)                        | 2                             | 8                             | 1                             | 9                          |                            | 3                          |                            | 1                         |                           |                           |                           | 4         |           |           |           |                      |                      |                      |                      | 41 (1)  | 2       | 12      | 1        |
| 5                              | السعودية                       | علي البليهي                    | DF                             | 1                               |                                 | 1                               |                                 | 25 (2)                        | 3                             | 6                             |                               | 6 (2)                      |                            | 2                          |                            | 1                         |                           |                           |                           | 0 (1)     |           |           |           | 6                    | 1                    | 1                    |                      | 39 (5)  | 4       | 10      |          |
| 2                              | السعودية                       | محمد البريك                    | RW                             | 1                               |                                 |                                 |                                 | 26                            |                               | 9                             |                               | 9                          | 1                          | 2                          |                            | 1                         |                           |                           |                           |           |           |           |           | 5                    |                      | 2                    |                      | 41      | 1       | 13      |          |
| 12                             | السعودية                       | ياسر الشهراني                  | LW                             | 1                               |                                 |                                 |                                 | 20                            | 1                             | 4                             | 1                             | 8                          | 1                          |                            |                            | 1                         |                           |                           |                           | 1 (1)     |           |           |           | 6                    |                      |                      |                      | 37 (1)  | 2       | 5       | 1        |
| 28                             | السعودية                       | محمد كنو                       | CM                             | 1                               |                                 |                                 |                                 | 29                            | 5                             | 3                             | 1                             | 8 (1)                      |                            | 1                          |                            | 1                         |                           |                           |                           | 5         |           | 1         |           | 5                    |                      | 2                    |                      | 49 (1)  | 5       | 7       | 1        |
| 7                              | السعودية                       | سلمان الفرج                    | CM                             |                                 |                                 |                                 |                                 | 8                             | 2                             | 2                             |                               | 1                          |                            |                            |                            | 1                         |                           |                           |                           |           |           |           |           |                      |                      |                      |                      | 10      | 2       | 2       |          |
| 19                             | بيرو                           | أندريه كاريو                   | RW                             | 1                               |                                 |                                 |                                 | 21 (1)                        | 3                             | 2                             | 1                             | 6                          | 1                          |                            |                            | 1                         |                           |                           |                           | 4         | 2         |           |           |                      |                      |                      |                      | 33 (1)  | 6       | 2       | 1        |
| 29                             | السعودية                       | سالم الدوسري                   | RM                             | 1                               |                                 |                                 |                                 | 23 (1)                        | 5                             | 3                             | 1                             | 9                          |                            | 1                          |                            | 1                         |                           |                           |                           | 1         |           |           |           | 2                    |                      |                      |                      | 37 (1)  | 5       | 4       | 1        |
| 3                              | البرازيل                       | كارلوس إدواردو                 | SS                             | 1                               | 1                               |                                 |                                 | 26                            | 10                            | 2                             | 1                             | 8                          | 3                          |                            |                            | 1                         |                           |                           |                           | 3         | 1         | 1         |           | 6                    | 1                    |                      |                      | 45      | 16      | 3       | 1        |
| 18                             | فرنسا                          | بافيتيمبي غوميز                | FM                             |                                 |                                 |                                 |                                 | 30                            | 21                            | 1                             |                               | 6 (1)                      | 5                          |                            |                            |                           |                           |                           |                           | 3         | 7         |           |           | 6                    | 4                    |                      |                      | 45 (1)  | 37      | 2       |          |
| 1                              | السعودية                       | عبد الله المعيوف               | GK                             | 0 (1)                           |                                 |                                 |                                 | 10 (20)                       |                               |                               |                               | 7 (2)                      |                            |                            |                            | 1                         |                           |                           |                           | 2 (1)     |           |           |           | 6                    |                      |                      |                      | 26 (24) |         |         |          |
| 70                             | السعودية                       | محمد جحفلي                     | DF                             | 0 (1)                           |                                 |                                 |                                 | 9 (21)                        |                               | 2                             |                               | 4 (4)                      |                            |                            |                            | 0 (1)                     |                           |                           |                           | 5         | 1         |           |           | 5                    |                      |                      |                      | 23 (27) | 1       | 2       |          |
| 33                             | السعودية                       | أحمد شراحيلي                   | DF                             |                                 |                                 |                                 |                                 | 2 (7)                         |                               | 1                             |                               | 1 (1)                      |                            |                            |                            |                           |                           |                           |                           | 1 (3)     |           |           |           | 0 (1)                |                      |                      |                      | 4 (12)  |         | 1       |          |
| 13                             | السعودية                       | حسن كادش                       | LW                             | 1                               |                                 |                                 |                                 | 12 (16)                       |                               | 2                             |                               | 3 (5)                      |                            |                            |                            | 0 (1)                     |                           |                           |                           | 5         |           |           |           | 2 (3)                |                      |                      |                      | 23 (25) |         | 2       |          |
| 8                              | السعودية                       | عبد الله عطيف                  | CM                             |                                 |                                 |                                 |                                 | 17 (2)                        |                               | 1                             |                               | 3                          |                            |                            |                            | 1                         |                           |                           |                           | 1         |           |           |           | 1                    |                      |                      |                      | 23 (2)  |         | 1       |          |
| 16                             | السعودية                       | ناصر الدوسري                   | DM                             | 1                               |                                 |                                 |                                 | 13 (9)                        |                               | 4                             | 1                             | 7 (2)                      |                            | 1                          |                            | 0 (1)                     |                           |                           |                           | 5         | 1         |           |           | 2 (1)                |                      |                      |                      | 28 (13) | 1       | 5       | 1        |
| 10                             | السعودية                       | محمد الشلهوب                   | CM                             | 0 (1)                           |                                 |                                 |                                 | 12 (14)                       | 1                             |                               |                               | 7 (1)                      |                            |                            |                            | 0 (1)                     |                           |                           |                           | 3 (1)     | 1         |           |           | 5 (1)                | 2                    |                      |                      | 27 (19) | 4       |         |          |
| 31                             | مصر                            | أحمد أشرف                      | LM                             | 0 (1)                           |                                 |                                 |                                 | 8 (15)                        |                               |                               |                               | 4 (4)                      |                            |                            |                            |                           |                           |                           |                           | 3 (1)     |           |           |           |                      |                      |                      |                      | 15 (21) |         |         |          |
| 21                             | الإمارات العربية المتحدة       | عمر عبد الرحمن                 | CM                             | 1                               |                                 |                                 |                                 | 5                             | 1                             |                               |                               |                            |                            |                            |                            | 1                         |                           |                           |                           |           |           |           |           |                      |                      |                      |                      | 7       | 1       |         |          |
| 11                             | فنزويلا                        | غيلمين ريفاس                   | FM                             | 1                               | 1                               |                                 |                                 | 13 (4)                        | 3                             | 1                             |                               |                            |                            |                            |                            | 1                         |                           |                           |                           | 3         | 4         |           |           |                      |                      |                      |                      | 18 (4)  | 8       | 1       |          |
| 77                             | سوريا                          | عمر خربين                      | SS                             | 1                               |                                 |                                 |                                 | 4 (1)                         |                               |                               |                               | 2                          |                            |                            |                            | 1                         | 1                         |                           |                           |           |           |           |           |                      |                      |                      |                      | 8 (1)   | 1       |         |          |
| 30                             | السعودية                       | محمد الواكد                    | GK                             |                                 |                                 |                                 |                                 | 0 (2)                         |                               |                               |                               | 0 (6)                      |                            |                            |                            |                           |                           |                           |                           | 0 (3)     |           |           |           | 0 (6)                |                      |                      |                      | 0 (17)  |         |         |          |
| 17                             | السعودية                       | عبد الله الحافظ                | DF                             |                                 |                                 |                                 |                                 |                               |                               |                               |                               |                            |                            |                            |                            |                           |                           |                           |                           |           |           |           |           |                      |                      |                      |                      |         |         |         |          |
| 22                             | السعودية                       | محمد البقعاوي                  | CM                             | 0 (1)                           |                                 |                                 |                                 | 3 (14)                        |                               |                               |                               | 1 (1)                      |                            |                            |                            |                           |                           |                           |                           | 3         |           |           |           |                      |                      |                      |                      | 7 (16)  |         |         |          |
| 14                             | السعودية                       | مهند فلاتة                     | CM                             |                                 |                                 |                                 |                                 | 0 (6)                         |                               |                               |                               | 0 (1)                      |                            |                            |                            |                           |                           |                           |                           |           |           |           |           |                      |                      |                      |                      | 0 (7)   |         |         |          |
| 6                              | السعودية                       | عبد الملك الخيبري              | DM                             |                                 |                                 |                                 |                                 | 6 (6)                         |                               |                               |                               | 4 (1)                      |                            | 1                          |                            |                           |                           |                           |                           | 1 (1)     |           | 1         |           | 3 (1)                |                      |                      |                      | 14 (9)  |         | 2       |          |
| 24                             | السعودية                       | نواف العابد                    | LM                             |                                 |                                 |                                 |                                 | 7                             | 2                             | 1                             |                               | 3                          |                            |                            |                            |                           |                           |                           |                           | 3         |           |           |           | 2 (1)                |                      | 1                    | 1                    | 15 (1)  | 2       | 2       | 1        |
| 27                             | السعودية                       | هتان باهبري                    | RM                             |                                 |                                 |                                 |                                 | 5 (7)                         |                               | 1                             |                               | 4                          |                            | 1                          |                            |                           |                           |                           |                           | 2         |           |           |           | 6                    | 1                    |                      |                      | 17 (7)  | 1       | 2       |          |
| 59                             | السعودية                       | فهد الرشيدي                    | FM                             |                                 |                                 |                                 |                                 | 1 (6)                         |                               |                               |                               | 0 (1)                      |                            |                            |                            |                           |                           |                           |                           | 0 (2)     |           |           |           |                      |                      |                      |                      | 1 (8)   |         |         |          |
| 44                             | السعودية                       | مختار فلاته                    | FM                             |                                 |                                 |                                 |                                 | 0 (6)                         |                               |                               |                               | 1                          |                            |                            |                            |                           |                           |                           |                           | 1 (1)     |           |           |           |                      |                      |                      |                      | 2 (7)   |         |         |          |
| 25                             | إسبانيا                        | جوناثان سوريانو                | FM                             |                                 |                                 |                                 |                                 | 8 (3)                         | 3                             | 1                             |                               | 2 (1)                      | 1                          |                            |                            |                           |                           |                           |                           | 3         |           |           |           |                      |                      |                      |                      | 13 (4)  | 4       | 1       |          |
| 9                              | إيطاليا                        | سيباستيان جيوفينكو             | FM                             |                                 |                                 |                                 |                                 | 10 (1)                        | 4                             | 1                             |                               |                            |                            |                            |                            |                           |                           |                           |                           | 2         |           |           |           | 4                    | 1                    | 2                    |                      | 15 (1)  | 5       | 3       |          |
| 28                             | السعودية                       | مروان الحيدري                  | GK                             |                                 |                                 |                                 |                                 |                               |                               |                               |                               |                            |                            |                            |                            |                           |                           |                           |                           |           |           |           |           |                      |                      |                      |                      |         |         |         |          |
| 45                             | أستراليا                       | ميلوس ديجينيك                  | DF                             |                                 |                                 |                                 |                                 | 11 (1)                        |                               | 3                             |                               |                            |                            |                            |                            |                           |                           |                           |                           | 2         |           |           |           | 5                    |                      |                      |                      | 18 (1)  |         | 3       |          |
| 34                             | السعودية                       | وليد الأحمد                    | DF                             |                                 |                                 |                                 |                                 | 0 (1)                         |                               |                               |                               |                            |                            |                            |                            |                           |                           |                           |                           | 0 (1)     |           |           |           | 0 (2)                |                      |                      |                      | 0 (4)   |         |         |          |
| 32                             | السعودية                       | محمد الدوسري                   | DF                             |                                 |                                 |                                 |                                 | 0 (1)                         |                               |                               |                               | 0 (1)                      |                            |                            |                            |                           |                           |                           |                           | 0 (1)     |           |           |           | 0 (2)                |                      |                      |                      | 0 (5)   |         |         |          |
| 39                             | السعودية                       | نواف شراحيلي                   | CM                             |                                 |                                 |                                 |                                 |                               |                               |                               |                               | 0 (1)                      |                            |                            |                            |                           |                           |                           |                           |           |           |           |           | 0 (2)                |                      |                      |                      | 0 (3)   |         |         |          |
| 37                             | السعودية                       | محمد القنيعان                  | CM                             |                                 |                                 |                                 |                                 |                               |                               |                               |                               | 0 (1)                      |                            |                            |                            |                           |                           |                           |                           |           |           |           |           |                      |                      |                      |                      | 0 (1)   |         |         |          |
| 38                             | السعودية                       | خالد فهد آل جبيع               | CM                             |                                 |                                 |                                 |                                 | 0 (2)                         |                               |                               |                               |                            |                            |                            |                            |                           |                           |                           |                           |           |           |           |           | 1 (1)                |                      |                      |                      | 1 (3)   |         |         |          |
| 88                             | السعودية                       | سليم السليم                    | CM                             |                                 |                                 |                                 |                                 |                               |                               |                               |                               | 0 (1)                      |                            |                            |                            |                           |                           |                           |                           |           |           |           |           |                      |                      |                      |                      | 0 (1)   |         |         |          |
| 31                             | السعودية                       | عبدالرحمن اليامي               | FM                             |                                 |                                 |                                 |                                 | 0 (4)                         |                               |                               |                               |                            |                            |                            |                            |                           |                           |                           |                           | 2         |           |           |           | 2 (2)                |                      |                      |                      | 4 (6)   |         |         |          |
| 27                             | المغرب                         | أشرف بن شرقي                   | LM                             | 0 (1)                           |                                 |                                 |                                 |                               |                               |                               |                               |                            |                            |                            |                            |                           |                           |                           |                           |           |           |           |           |                      |                      |                      |                      | 0 (1)   |         |         |          |
| هدف عكسي (سجله الخصم في مرماه) | هدف عكسي (سجله الخصم في مرماه) | هدف عكسي (سجله الخصم في مرماه) | هدف عكسي (سجله الخصم في مرماه) |                                 |                                 |                                 |                                 |                               |                               |                               |                               |                            | 1                          |                            |                            |                           |                           |                           |                           |           | 1         |           |           |                      |                      |                      |                      |         | 2       |         |          |
| المجموع                        | المجموع                        | المجموع                        | المجموع                        | المجموع                         | 2                               | 2                               |                                 |                               | 66                            | 58                            | 7                             |                            | 13                         | 12                         |                            |                           | 1                         |                           |                           |           | 18        | 3         |           |                      | 10                   | 8                    | 1                    |         | 110     | 83      | 8        |

- الأرقام الواردة بين قوسين تدل على ظهور اللاعب ضمن مقاعد البدلاء الفريق دون المشاركة في المباراة.

 تعرض المهاجم الفرنسي بافيتيمبي غوميز لإصابة مفاجئة أثناء عملية الإحماء قبل المباراة أمام الزمالك بكأس السوبر السعودي المصري على الرغم من تواجده بالتشكيلة الأساسية التي أعلنها المدير الفني البرتغالي جورجي جيسوس، قبل أن يتم استبداله بالمهاجم الفنزويلي ريفاس قبل بدء المباراة ولم يتواجد على مقاعد البدلاء.
 تعرض لاعب الوسط الإماراتي عمر عبد الرحمن لإصابة مفاجئة بالرباط الصليبي خلال أول دقائق مباراة أمام فريق الشباب خلال الجولة السادسة من بطولة كأس دوري محمد بن سلمان للمحترفين.

#### الملخص
| المنافسات                       | مباراة | فوز | تعادل | خسارة | له      | عليه | شباك نظيفة | أنذر | Yellow card · Yellow-red card | Red card |
| ------------------------------- | ------ | --- | ----- | ----- | ------- | ---- | ---------- | ---- | ----------------------------- | -------- |
| كأس هيئة الرياضة السوبر السعودي | 1      | 1   | 0     | 0     | 2       | 1    | 0          | 2    | 0                             | 0        |
| دوري المحترفين السعودي          | 30     | 21  | 6     | 3     | 66      | 32   | 10         | 3    | 0                             | 7        |
| كأس العرب للأندية الأبطال       | 9      | 6   | 2     | 1     | 12+(1)  | 3    | 7          | 12   | 0                             | 0        |
| كأس السوبر السعودي المصري       | 1      | 0   | 0     | 1     | 1       | 2    | 0          | 0    | 0                             | 0        |
| كأس الملك                       | 5      | 4   | 0     | 1     | 17+(1)  | 9    | 2          | 3    | 0                             | 0        |
| دوري أبطال آسيا 2019            | 6      | 4   | 1     | 1     | 10      | 5    | 3          | 8    | 0                             | 1        |
| المجموع                         | 52     | 38  | 9     | 7     | 108+(2) | 52   | 22         | 83   | 0                             | 8        |

ملاحظة: الأهداف المسجلة بين القوسين لنادي الهلال هي أهداف عكسية سجلها لاعب الفريق المنافس

#### ترتيب الهدافين
اعتباراً من 18 أغسطس 2018.
| م       | الرقم   | الجنسية                  | اللاعب             | المركز  | كأس السوبر السعودي | بطولة الأندية العربية 2019 | دوري السعودي للمحترفين | السوبر السعودي المصري | كأس خادم الحرمين الشريفين | دوري أبطال آسيا 2019 | المجموع |
| ------- | ------- | ------------------------ | ------------------ | ------- | ------------------ | -------------------------- | ---------------------- | --------------------- | ------------------------- | -------------------- | ------- |
| 1       | 18      | فرنسا                    | بافيتيمبي غوميز    | FM      |                    | 5                          | 21                     |                       | 7                         | 4                    | 37      |
| 2       | 3       | البرازيل                 | كارلوس إدواردو     | SS      | 1                  | 3                          | 10                     |                       | 1                         | 1                    | 16      |
| 3       | 11      | فنزويلا                  | غيلمين ريفاس       | FM      | 1                  |                            | 3                      |                       | 4                         |                      | 8       |
| 4       | 19      | بيرو                     | أندريه كاريو       | RW      |                    | 1                          | 3                      |                       | 2                         |                      | 6       |
| 5       | 28      | السعودية                 | محمد كنو           | CM      |                    |                            | 5                      |                       |                           |                      | 5       |
| 5       | 29      | السعودية                 | سالم الدوسري       | RW      |                    |                            | 5                      |                       |                           |                      | 5       |
| 5       | 9       | إيطاليا                  | سيباستيان جيوفينكو | FM      |                    |                            | 4                      |                       |                           | 1                    | 5       |
| 8       | 5       | السعودية                 | علي آل بليهي       | DF      |                    |                            | 3                      |                       |                           | 1                    | 4       |
| 8       | 25      | إسبانيا                  | جوناثان سوريانو    | FM      |                    | 1                          | 3                      |                       |                           |                      | 4       |
| 8       | 10      | السعودية                 | محمد الشلهوب       | CM      |                    |                            | 1                      |                       | 1                         | 2                    | 4       |
| 11      | 7       | السعودية                 | سلمان الفرج        | LM      |                    |                            | 2                      |                       |                           |                      | 2       |
| 11      | 12      | السعودية                 | ياسر الشهراني      | LW      |                    | 1                          | 1                      |                       |                           |                      | 2       |
| 11      | 24      | السعودية                 | نواف العابد        | LM      |                    |                            | 2                      |                       |                           |                      | 2       |
| 11      | 4       | إسبانيا                  | ألبرتو بوتيا       | DF      |                    |                            | 2                      |                       |                           |                      | 2       |
| 15      | 21      | الإمارات العربية المتحدة | عمر عبد الرحمن     | CM      |                    |                            | 1                      |                       |                           |                      | 1       |
| 15      | 2       | السعودية                 | محمد البريك        | RB      |                    | 1                          |                        |                       |                           |                      | 1       |
| 15      | 77      | سوريا                    | عمر خربين          | SS      |                    |                            |                        | 1                     |                           |                      | 1       |
| 15      | 16      | السعودية                 | ناصر الدوسري       | DM      |                    |                            |                        |                       | 1                         |                      | 1       |
| 15      | 70      | السعودية                 | محمد جحفلي         | DF      |                    |                            |                        |                       | 1                         |                      | 1       |
| 15      | 17      | السعودية                 | هتان باهبري        | CM      |                    |                            |                        |                       |                           | 1                    | 1       |
| المجموع | المجموع | المجموع                  | المجموع            | المجموع | 2                  | 12                         | 66                     | 1                     | 17                        | 10                   | 108     |

آخر تحديث: 20 مايو 2019.

مصدر: [بحاجة لمصدر]

#### ترتيب صناع الأهداف
اعتباراً من 18 أغسطس 2018.
| م       | الرقم   | الجنسية                  | اللاعب             | المركز  | كأس السوبر السعودي | بطولة الأندية العربية 2019 | دوري السعودي للمحترفين | السوبر السعودي المصري | كأس خادم الحرمين الشريفين | دوري أبطال آسيا 2019 | المجموع |
| ------- | ------- | ------------------------ | ------------------ | ------- | ------------------ | -------------------------- | ---------------------- | --------------------- | ------------------------- | -------------------- | ------- |
| 1       | 19      | بيرو                     | أندريه كاريو       | RW      | 1                  | 1                          | 5                      | 1                     | 3                         |                      | 11      |
| 2       | 18      | فرنسا                    | بافيتيمبي غوميز    | FM      |                    | 1                          | 7                      |                       | 1                         |                      | 9       |
| 2       | 3       | البرازيل                 | كارلوس إدواردو     | SS      | 1                  | 2                          | 2                      |                       | 3                         | 1                    | 9       |
| 4       | 29      | السعودية                 | سالم الدوسري       | RB      |                    | 1                          | 5                      |                       |                           | 2                    | 8       |
| 5       | 2       | السعودية                 | محمد البريك        | RB      |                    |                            | 6                      |                       |                           | 1                    | 7       |
| 6       | 28      | السعودية                 | محمد كنو           | CM      |                    |                            | 4                      |                       | 1                         |                      | 5       |
| 7       | 10      | السعودية                 | محمد الشلهوب       | CM      |                    | 2                          | 2                      |                       |                           |                      | 4       |
| 7       | 9       | إيطاليا                  | سيباستيان جيوفينكو | FM      |                    |                            | 1                      |                       | 1                         | 2                    | 4       |
| 9       | 11      | فنزويلا                  | غيلمين ريفاس       | FM      |                    |                            | 1                      |                       | 2                         |                      | 3       |
| 9       | 24      | السعودية                 | نواف العابد        | LM      |                    |                            | 1                      |                       | 1                         | 1                    | 3       |
| 11      | 33      | السعودية                 | حسن كادش           | LW      |                    |                            |                        |                       | 2                         |                      | 2       |
| 11      | 12      | السعودية                 | ياسر الشهراني      | LW      |                    | 1                          | 1                      |                       |                           |                      | 2       |
| 13      | 21      | الإمارات العربية المتحدة | عمر عبد الرحمن     | CM      |                    |                            | 1                      |                       |                           |                      | 1       |
| 13      | 8       | السعودية                 | عبد الله عطيف      | DF      |                    |                            | 1                      |                       |                           |                      | 1       |
| 13      | 45      | أستراليا                 | ميلوس ديجينيك      | DM      |                    |                            | 1                      |                       |                           |                      | 1       |
| المجموع | المجموع | المجموع                  | المجموع            | المجموع | 2                  | 8                          | 37                     | 1                     | 14                        | 5                    | 67      |

آخر تحديث: 16 مايو 2019.

مصدر: [بحاجة لمصدر]

#### استقبال الأهداف
اعتباراً من 18 أغسطس 2018.
| الرقم   | الجنسية    | اللاعب           | المركز  | كأس السوبر السعودي | بطولة الأندية العربية 2019 | دوري السعودي للمحترفين | السوبر السعودي المصري | كأس خادم الحرمين الشريفين | دوري أبطال آسيا 2019 | المجموع |
| ------- | ---------- | ---------------- | ------- | ------------------ | -------------------------- | ---------------------- | --------------------- | ------------------------- | -------------------- | ------- |
| 26      | سلطنة عمان | علي الحبسي       | GK      | 1                  |                            | 21                     |                       | 7                         |                      | 29      |
| 1       | السعودية   | عبد الله المعيوف | GK      |                    | 3                          | 12                     | 2                     | 2                         | 5                    | 24      |
| المجموع | المجموع    | المجموع          | المجموع | 1                  | 3                          | 33                     | 2                     | 9                         | 5                    | 54      |

آخر تحديث: 20 مايو 2019.

مصدر: [بحاجة لمصدر]

#### الشباك النظيفة
| م       | الرقم   | الجنسية    | اللاعب           | المركز  | كأس السوبر السعودي | بطولة الأندية العربية 2019 | دوري السعودي للمحترفين | السوبر السعودي المصري | كأس خادم الحرمين الشريفين | دوري أبطال آسيا 2019 | المجموع |
| ------- | ------- | ---------- | ---------------- | ------- | ------------------ | -------------------------- | ---------------------- | --------------------- | ------------------------- | -------------------- | ------- |
| 1       | 1       | السعودية   | عبد الله المعيوف | GK      | 0                  | 5                          | 3                      | 0                     | 1                         | 3                    | 12      |
| 2       | 26      | سلطنة عمان | علي الحبسي       | GK      | 0                  | 2                          | 6                      | 0                     | 1                         | 0                    | 9       |
| المجموع | المجموع | المجموع    | المجموع          | المجموع | 0                  | 7                          | 10                     | 0                     | 2                         | 3                    | 21      |

آخر تحديث: 11 مايو 2019.

مصدر: [بحاجة لمصدر]

#### ضربات الجزاء
| م. | الجولة | التاريخ        | المركز | منفذ ركلة الجزاء | المباراة ضد                     | المسابقة                                | وقت التنفيذ | الحصيلة | ترتيب الهدف | نتيجة المباراة |
| -- | ------ | -------------- | ------ | ---------------- | ------------------------------- | --------------------------------------- | ----------- | ------- | ----------- | -------------- |
| 1  | 1      | 31 أغسطس 2018  | DM     | محمد كنو         | الهلال vs الفيحاء               | دوري كأس الأمير محمد بن سلمان للمحترفين | 77'         | سجلت    | 1           | 1 - 0          |
| 2  | 2      | 15 سبتمبر 2018 | SS     | كارلوس إدواردو   | الرائد vs الهلال                | دوري كأس الأمير محمد بن سلمان للمحترفين | 55'         | سجلت    | 3           | 1 - 3          |
| 3  | 3      | 20 سبتمبر 2018 | FM     | بافيتيمبي غوميز  | الهلال vs الباطن                | دوري كأس الأمير محمد بن سلمان للمحترفين | 4 + 45'     | سجلت    | 3           | 3 - 1          |
| 4  | 4      | 24 سبتمبر 2018 | FM     | بافيتيمبي غوميز  | الفتح vs الهلال                 | دوري كأس الأمير محمد بن سلمان للمحترفين | 74'         | ضاعت    |             | 2 - 3          |
| 5  | 7      | 25 أكتوبر 2018 | DM     | محمد كنو         | الهلال vs الاتحاد               | دوري كأس الأمير محمد بن سلمان للمحترفين | 8'          | سجلت    | 1           | 3 - 1          |
| 6  | 7      | 25 أكتوبر 2018 | SS     | كارلوس إدواردو   | الهلال vs الاتحاد               | دوري كأس الأمير محمد بن سلمان للمحترفين | 90+5'       | سجلت    | 3           | 3 - 1          |
| 7  | دور 16 | 29 أكتوبر 2018 | FM     | بافيتيمبي غوميز  | الهلال vs النفط العراقي         | بطولة الأندية العربية 2019              | 35'         | سجلت    | 1           | 4 - 0          |
| 8  | 8      | 02 نوفمبر 2018 | RW     | سالم الدوسري     | القادسية vs الهلال              | دوري كأس الأمير محمد بن سلمان للمحترفين | 44'         | سجلت    | 1           | 0 - 1          |
| 9  | 10     | 23 نوفمبر 2018 | DM     | سلمان الفرج      | الفيصلي vs الهلال               | دوري كأس الأمير محمد بن سلمان للمحترفين | 80'         | سجلت    | 1           | 1 - 1          |
| 10 | دور 16 | 30 نوفمبر 2018 | DM     | محمد كنو         | النفط العراقي vs الهلال         | بطولة الأندية العربية 2019              | 9'          | ضاعت    |             | 0 - 2          |
| 11 | 11     | 12 ديسمبر 2018 | FM     | بافيتيمبي غوميز  | أحد vs الهلال                   | دوري كأس الأمير محمد بن سلمان للمحترفين | 54'         | سجلت    | 1           | 0 - 1          |
| 12 | 14     | 21 ديسمبر 2018 | FM     | بافيتيمبي غوميز  | الهلال vs الاهلي                | دوري كأس الأمير محمد بن سلمان للمحترفين | 45+3'       | سجلت    | 1           | 4 - 3          |
| 13 | 14     | 21 ديسمبر 2018 | SS     | كارلوس إدواردو   | الهلال vs الاهلي                | دوري كأس الأمير محمد بن سلمان للمحترفين | 66'         | سجلت    | 3           | 4 - 3          |
| 14 | دور 32 | 16 يناير 2019  | FM     | بافيتيمبي غوميز  | هجر vs الهلال                   | كأس خادم الحرمين الشريفين 2019          | 21'         | سجلت    | 1           | 0 - 3          |
| 15 | 18     | 04 فبراير 2019 | FM     | بافيتيمبي غوميز  | الهلال vs الفتح                 | دوري كأس الأمير محمد بن سلمان للمحترفين | 16'         | سجلت    | 1           | 4 - 1          |
| 16 | 26     | 04 أبريل 2019  | LM     | محمد الشلهوب     | الحزم vs الهلال                 | دوري كأس الأمير محمد بن سلمان للمحترفين | 69'         | ضاعت    |             | 2 - 3          |
| 17 | نهائي  | 18 أبريل 2019  | FM     | بافيتيمبي غوميز  | الهلال vs النجم الرياضي الساحلي | بطولة الأندية العربية 2019              | 64'         | سجلت    | 1           | 1 - 2          |
| 18 | 29     | 11 مايو 2019   | FM     | بافيتيمبي غوميز  | الهلال vs الاتفاق               | دوري كأس الأمير محمد بن سلمان للمحترفين | 89'         | ضاعت    |             | 1 - 0          |
| 19 | 30     | 16 مايو 2019   | FM     | بافيتيمبي غوميز  | الهلال vs الشباب                | دوري كأس الأمير محمد بن سلمان للمحترفين | 90+1'       | سجلت    | 3           | 3 - 2          |

آخر تحديث: 16 مايو 2019.

مصدر: [بحاجة لمصدر]

## الإنجازات

### الجماعية
- البطل:
  - كأس السوبر السعودي 2018
- الوصيف:
  - دوري المحترفين السعودي
  - بطولة الأندية العربية 2019
  - كأس السوبر السعودي المصري

### الفردية
- عبد الله المعيوف أفضل حارس مرمى بطولة كأس زايد للأندية الأبطال (بطولة الأندية العربية 2019) [163][164]
- محمد كنو أفضل لاعب سعودي في دوري كأس الأمير محمد بن سلمان (دوري المحترفين السعودي 2018-19) [165][166]

## روابط خارجية
- الموقع الرسمي لنادي الهلال
- منتديات الموقع الرسمي لنادي الهلال
- alhilal_fc على تويتر.